# Afghanistan
Émirat islamique d'Afghanistan
(ps) جمهوری افغانستان 
(prs) جمهوری  افغانستان 
L'Afghanistan (en pachto et en dari : افغانستان, Afġānistān), en forme longue de facto l'émirat islamique d'Afghanistan (en pachto : د افغانستان اسلامي امارات, Də Afġānistān Islāmī Amārat ; en dari : امارت اسلامی افغانستان, Imârat-i Islâmī-yi Afġânistân), est un pays d'Asie du Sud ou d'Asie centrale sans accès à la mer entouré par l'Ouzbékistan au nord, la Chine et le Tadjikistan au nord-est, le Pakistan à l'est-sud-est, l’Iran à l'ouest et le Turkménistan au nord-ouest.
Carrefour de l'Asie, ce pays constituait, dans l'Antiquité, un point de passage important sur la route de la soie et pour les conquérants qui souhaitaient prendre le contrôle de l'Inde tels que Cyrus le Grand, Alexandre le Grand, Gengis Khan et Babur. Cette région était aussi le noyau de vastes empires comme l'Empire bactrien, l'Empire kouchan ou encore l'Empire ghaznévide. L'expansion de l'islam y a commencé dès la fin du VIIe siècle. C'est à la suite de l'effondrement du royaume perse afcharide que l'Afghanistan devient une entité souveraine, en 1747, sous le commandement du général Ahmad Shah Durrani, devenu la même année premier padichah du pays.
À la suite de la seconde guerre anglo-afghane, les Britanniques ont privé l'Afghanistan de certains territoires mais se sont engagés à ne pas s'immiscer dans les affaires intérieures de la partie restante. Le pays est devenu ainsi un État tampon entre l'empire britannique et la Russie de 1879 à 1919, demeurant indépendant sur le plan de la politique intérieure. En 1919, à la suite de la troisième guerre anglo-afghane, le pays a retrouvé le contrôle de sa politique étrangère avec le traité de Rawalpindi,, et rejoint en 1921 la Société des Nations.
À partir de la fin des années 1970, l'Afghanistan a connu plusieurs décennies de guerres ininterrompues qui ont causé la mort de plusieurs centaines de milliers de personnes. En 1979, les troupes soviétiques sont intervenues militairement en Afghanistan et ont assassiné le président Hafizullah Amin. Une longue guerre a opposé ensuite les Soviétiques et les forces communistes afghanes aux moudjahidines, armés et soutenus par les États-Unis, la Chine. Les forces soviétiques se sont retirées du pays en 1989 et le gouvernement communiste de Mohammad Najibullah a été renversé en 1992. L'État islamique d'Afghanistan a alors été instauré, mais une nouvelle guerre civile a opposé rapidement les différentes factions moudjahidines. Le mouvement taliban a émergé alors en 1994, sous la direction du mollah Omar, et a profité de ces divisions pour prendre le pouvoir à Kaboul en 1996. Une partie du territoire est demeurée cependant sous le contrôle des moudjahidines de l'Alliance du Nord, qui  ont poursuivi la lutte contre les talibans. Fin 2001, le régime taliban a été défait par une coalition internationale menée par les États-Unis, en raison de son refus de livrer le chef d'Al-Qaïda, Oussama ben Laden, responsable des attentats du 11 septembre 2001. Les forces de l'Alliance du Nord ont repris le pouvoir et formé en 2004 la république islamique d'Afghanistan, de type présidentiel, dirigée par un président aux pouvoirs étendus mais contrôlés par un Parlement bicaméral.
Pendant vingt ans, les talibans poursuivent cependant une longue guérilla, que les forces du gouvernement afghan et de la FIAS ne parviennent pas à réduire, les talibans étant notamment soutenus et fournis en armes par l’Iran et le Pakistan voisin. En 2021, les États-Unis retirent leurs troupes d'Afghanistan, ce qui est suivi d'une offensive des talibans à travers tout le pays. Le gouvernement soutenu par les États-Unis s'effondre rapidement. Le 15 août 2021, les talibans reprennent le pouvoir à Kaboul sans combats, vingt ans après en avoir été chassés. Le 4 juillet 2025, la Russie reconnaît officiellement le régime taliban, devenant ainsi le premier pays à le faire à l'international.

## Géographie
L'Afghanistan est un pays montagneux avec des plaines au nord et au sud-ouest. Le point le plus haut du pays, à 7 485 m au-dessus de la mer, est le Nowshak. De grandes parties du pays sont arides et l'eau potable est limitée. L'Afghanistan a un climat continental, avec des étés chauds et des hivers froids. Le pays est fréquemment sujet aux tremblements de terre. Le dernier remonte au 7 octobre 2023 et a eu lieu dans l'Ouest du  pays (région d'Hérat). Avec trois secousses majeures de 6.3 et une réplique de 5.5, il a entraîné la mort de 1000 ou 1380 personnes (selon les sources).
Les villes principales de l'Afghanistan sont Kaboul, Hérat, Jalalabad, Mazâr-e Charîf et Kandahar.
L'Afghanistan est traversé par le fleuve Hari Rûd, qui coule également en Iran et au Turkménistan.

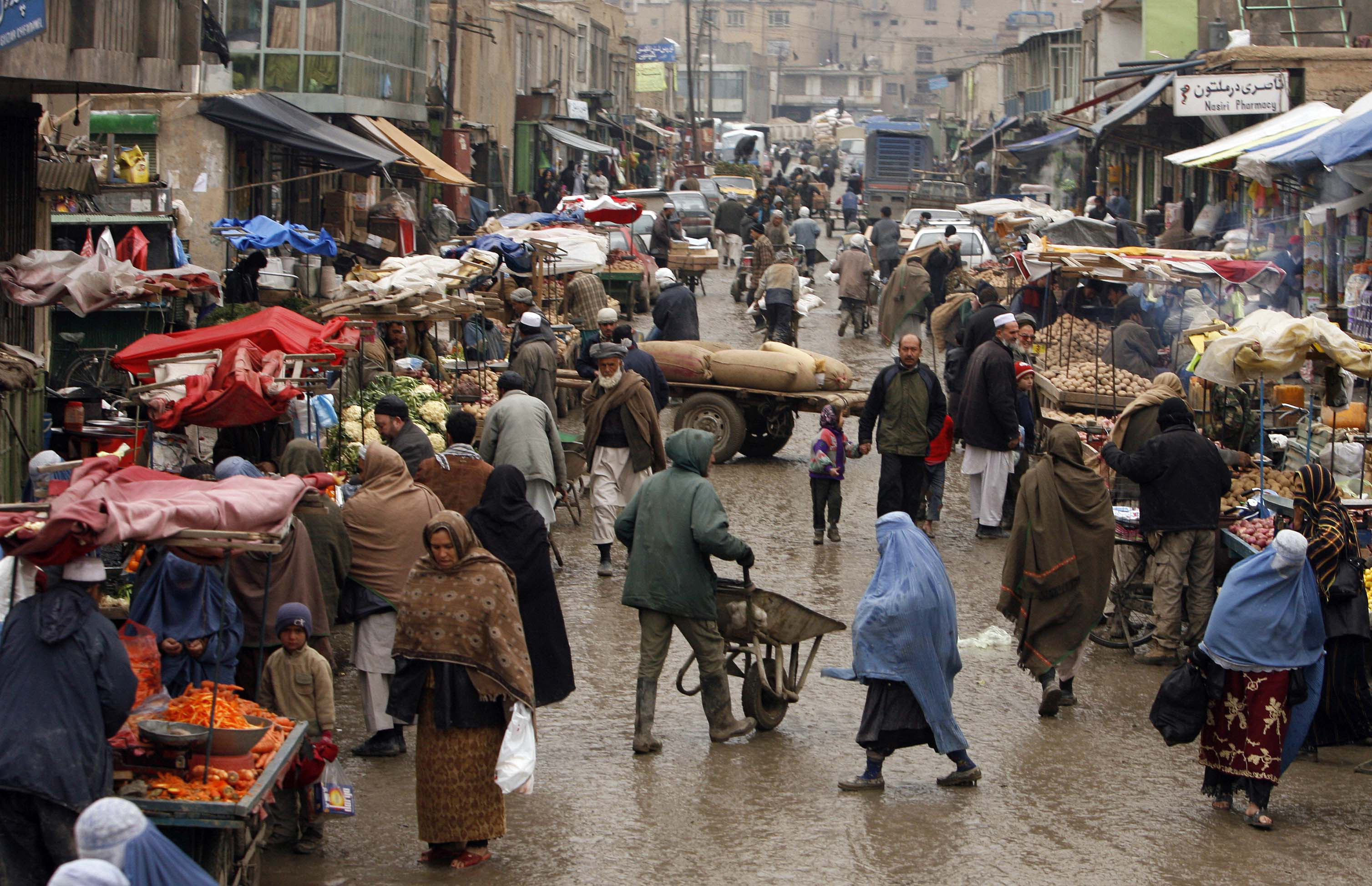
Un marché afghan.

- Frontières terrestres : 5 529 km, dont :
  - 2 430 km avec le Pakistan ;
  - 1 206 km avec le Tadjikistan ;
  - 936 km avec l'Iran ;
  - 744 km avec le Turkménistan ;
  - 137 km avec l'Ouzbékistan ;
  - 76 km avec la Chine[4].
- Littoral : 0 km[4] ;
- Extrémités d'altitude : de +258 m à +7 485 m[4].

## Étymologie
Le nom « Afghanistan » dérive d'un mot ethnonyme désignant les Pachtounes, l’ethnie majoritaire du pays qui a fondé l’Afghanistan actuel. Le suffixe « stān » veut dire « pays » en langue dari, et « afghān » est à l'origine un exonyme persan — vraisemblablement dérivé du bactrien αβαγανο (abagano) — synonyme de « pachtoune » : le nom Afghanistan signifie donc « pays des Pachtounes ».
Pendant longtemps, il était établi qu’al-Biruni, le célèbre mathématicien, encyclopédiste et philosophe persan, était le premier à avoir évoqué les Afghans dans son Histoire de l’Inde (1030). En réalité, le terme « Afghan » avait déjà été cité en 982 par Houdoud al Alam, géographe persan et Ibn al-Athîr qui avait cité le nom dix ans avant le premier.
D'autres explications ont été avancées. Ainsi, l’une prétend que le mot « afghan » aurait des origines albanaises (du grec Al-Ab, on aurait fait Agvan, puis Avgan). L'autre, celle de Vera Marigo, se rapporte aux « épigones » — les successeurs d'Alexandre le Grand : Epigonoï aurait évolué en Aphigonoï (Afigani). Ces théories n'expliquent pas les mille ans qui séparent la fin des royaumes grecs de la toute première apparition du mot « Afghan ».
Une histoire [réf. souhaitée] raconte que le nom « Afghan » vient du mot Aspagane[pas clair] qui voudrait dire « cavalier ». Les gens du peuple, pour faciliter la prononciation, disaient Apagan. La phonétique changea lors de la venue des Arabes. Dans l’alphabet arabe la lettre p n’existait pas alors ce qui donna Afagan. Ce mot évolua pour enfin donner le mot Afghan. À la suite de cette interprétation et du roman Les Cavaliers de Joseph Kessel l'on retrouve le « pays des Cavaliers » comme désignation de l’Afghanistan.
Les Afghans considèrent que le nom médiéval de leur pays est Khorassan qui désigne actuellement une région du nord-est de l'Iran.

## Histoire

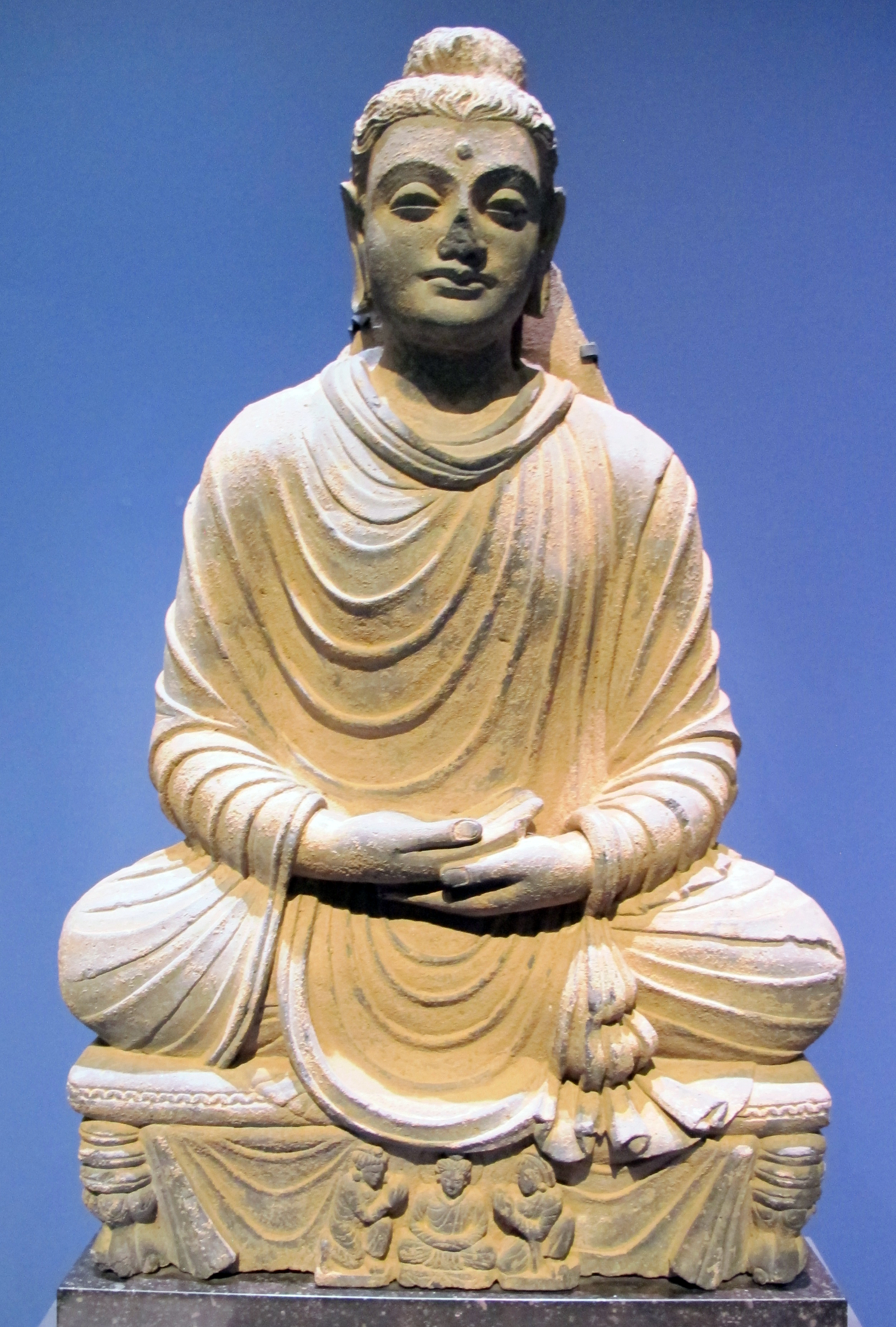
Bouddha assis en méditation. Gandhara. Empire kouchan,.

Les Afghans sont d'origine Indo-Iranienne, quelle que soit leur langue actuelle (Pachto, Dari).
L'Afghanistan, considéré comme un carrefour de l'Asie centrale, a une histoire mouvementée. À travers les âges, le territoire désormais connu sous le nom d'« Afghanistan » a dominé la région puis a été occupé à son tour par l’Empire perse, par Alexandre le Grand, Gengis Khan, et l’URSS. Son emplacement géographique sur les routes commerciales a profité aux nombreux royaumes qui se sont succédé sur ce territoire et en fait encore un enjeu stratégique majeur au début du XXIe siècle.
Après l’effondrement des royaumes grecs et un bref contrôle exercé par l’empereur Ashoka, le peuple Yuezhi, avec à sa tête le chef Kujula Kadphisès s’empare du pays et se taille un gigantesque empire : l’Empire kouchan. Son territoire s’étendait de l’Iran actuel jusqu’en Inde, probablement plus loin que Delhi, et de la mer d'Arabie jusqu’à la mer d'Aral. Pour beaucoup d’historiens, c’est grâce à cet Empire kouchan et plus précisément à son empereur Kanishka Ier que le bouddhisme a pu s’étendre jusqu’en Chine, en Corée et au Japon par les voies commerciales et non par des conquêtes militaires.
Les Afghans ont mené de nombreuses batailles contre les envahisseurs, notamment au cours du XIXe siècle pour combattre l'ingérence occidentale britannique. Cette dernière a notamment subi en Afghanistan des défaites marquantes, en particulier celles de Gandamak, en 1842, où le 44e régiment britannique fut totalement anéanti et de Maiwand, en 1880, où le 66e régiment n’a compté que quelques survivants. L'Afghanistan est avec le Siam et le Japon le seul pays d'Asie à avoir tenu tête aux puissances coloniales européennes. Son histoire et sa création comme État tampon entre les possessions de l’Angleterre et de la Russie ne se comprend pas sans une analyse géopolitique du « Grand Jeu » entre ces puissances, réactivé au début du XXIe siècle dans un contexte de contrôle des routes pétrolières et gazières.
Depuis 1900, treize dirigeants ont été déposés, renversés ou assassinés :
- 1919 : Habibullah Khan est assassiné pendant une partie de chasse ;
- 1929 : Amanullah Khan doit fuir devant une révolte populaire ;
- 1929 : Son frère Inayatullah règne trois jours avant d’abdiquer ;
- 1929 : Habibullah Ghazi, dit « Bacha e Saqao », prend le pouvoir avant d'être chassé et exécuté ;
- 1933 : Mohammed Nadir Chah est assassiné ;
- 1973 : Mohammed Zaher Chah est déposé à la suite d'un coup d'État ;
- 1978 : Mohammad Daoud Khan, qui avait pris le pouvoir en 1973, est assassiné à la suite d’un coup d’État pro-communiste[33] ;
- 1979 : Nour Mohammad Taraki est assassiné par son Premier ministre et rival Hafizullah Amin ;
- 1979 : Hafizullah Amin est renversé et tué à la suite d’un coup d’État soutenu par l’Union soviétique ;
- 1986 : Babrak Karmal, contesté par des révoltes populaires armées, est poussé à la démission par les Soviétiques ;
- 1992 : Mohammad Najibullah est déposé et le régime communiste s'effondre ;
- 1996 : Les talibans[e] prennent Kaboul et assassinent l'ex-président Mohammad Najibullah ;
- 2021 : Les talibans prennent Kaboul et le président Ashraf Ghani quitte Kaboul.

### Histoire antique et médiévale
Convoité par de nombreuses puissances tant régionales que mondiales, l’Afghanistan se trouve sur le chemin de l’Inde lorsque Perses, Grecs, Moghols, ou Turcs tentent d’en prendre le contrôle. Inversement, l’Afghanistan est sur le chemin des empereurs indiens comme Ashoka, dans leur volonté d’expansion vers l’ouest.

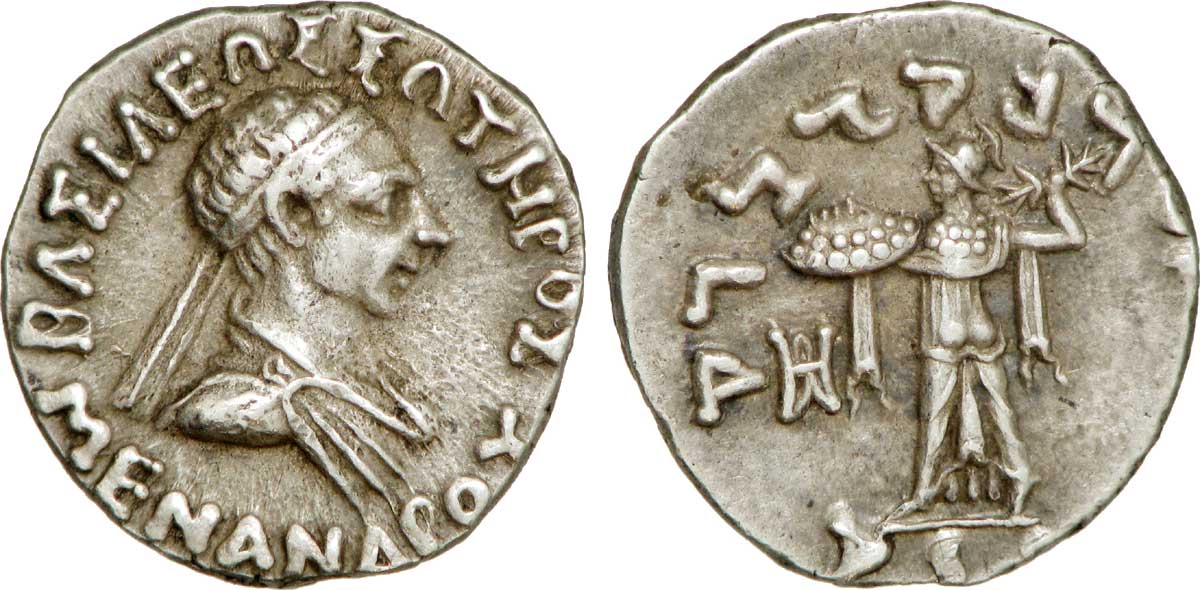
Ménandre Ier est le plus remarquable des rois indo-grecs qui succèdent en Afghanistan, au Pakistan et en Inde du nord à la dynastie gréco-bactrienne.

L'archéologie de l'Afghanistan a révélé la présence de populations depuis la préhistoire. Des relations ont pu être établies entre les cultures du chalcolithique afghan et les cultures chalcolithiques du Baloutchistan pakistanais. Plus tard une civilisation dite de l'Hilmand (seconde moitié du IVe millénaire - première moitié du IIIe millénaire) prouve par ses productions artisanales l'étendue et la diversité de ses relations avec le plateau iranien, l'Asie centrale et surtout la bordure occidentale du monde indien. Le site de Mundigak (surtout entre 3000 et 2500 av. J.-C.), sur 50 ha, en est un témoin significatif. Il est en relation étroite avec un site du Sistan iranien, fondé 3 300 ans av. J.-C. : Shahr-i Sokhta dépasse 100 ha, le travail du lapis-lazuli et de l'albâtre y sont le signe d'une vie florissante. Des échanges révélateurs s'instaurent avec les premières cultures qui précèdent l'apparition de la civilisation de la vallée de l'Indus. Le développement de celle-ci entraine une réorientation complète des échanges commerciaux : Mundigak et de nombreux autres sites disparaissent alors.
Parallèlement, l’Afghanistan a également été le centre de nombreux pouvoirs forts, d'origine grecque sous le royaume gréco-bactrien, bouddhiste sous l’Empire kouchan, turque du Turkestan afghan (la région nord de l'Afghanistan) sous le règne des empereurs Ghaznévides comme Mahmoud de Ghazni qui conquiert, depuis sa capitale Ghazni (sud de l’Afghanistan), la Perse et l’Inde du Nord. L’Afghan Muhammad Ghûrî, de la dynastie des Ghûrides (originaire de la région de Ghûr ou Ghor, au centre de l’actuel Afghanistan) conquiert à son tour la totalité de l’actuel Afghanistan et l’Inde du nord, où on le considère comme le fondateur du Sultanat de Delhi (en réalité fondé après son passage par un de ses lieutenants turcs, Qûtb ud-Dîn Aibak).

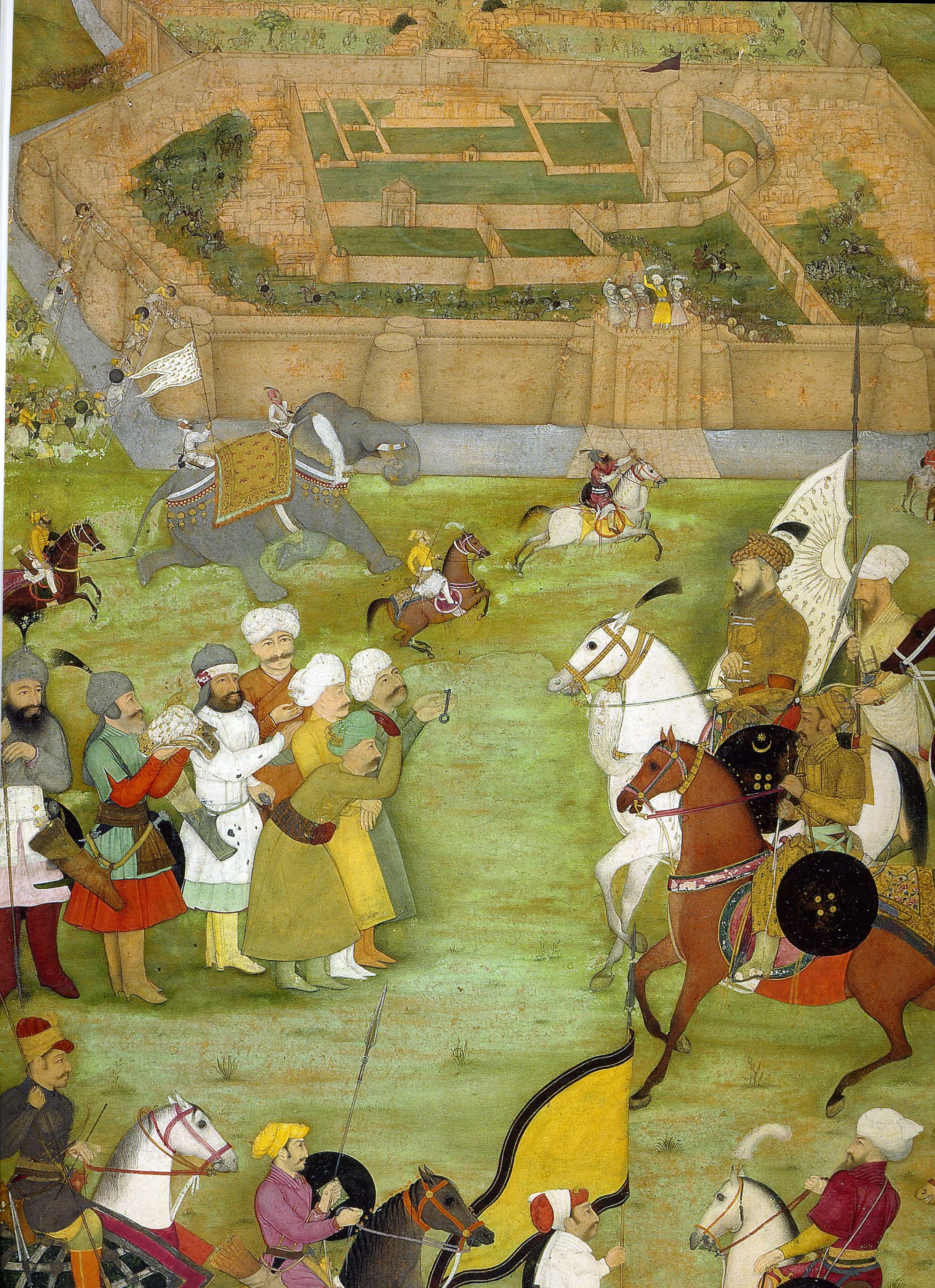
Kandahar en 1640.

La région va souffrir au XIIIe siècle du passage des Mongols de Gengis Khan, qui vont détruire des cités prospères comme Balkh et Bâmiyân et massacrer ses habitants. Après une période de décadence sous de petites principautés qui dominent l’actuel Afghanistan, en 1370, Timur Lang – Tamerlan par les occidentaux – un Turc originaire d’Asie centrale se débarrasse de son beau-frère, s'autoproclame émir dans la cité de Balkh et se lance à la conquête du monde en installant sa capitale à Samarcande (dans l’actuel Ouzbékistan) et fonde l’empire des Timurides. Son fils Shah Rukh Mirza transfère le siège de l’empire à Hérat (dans l’ouest afghan). Cette ville connaît son âge d’or sous le règne du sultan Husayn Bayqara au XVe siècle, avec le développement de l’art timuride, de la littérature et de la connaissance, et devient la capitale impériale et le centre de la connaissance et de la civilisation. En 1510, l’empire Timuride est détruit par l’Ouzbek Mohammad Chaybani. Un prince local timuride de Ferghana, Babur, chassé de son trône par ses oncles et installé à Kaboul, fonde alors un petit royaume autour de Kaboul et Kandahar. Depuis Kaboul, il se lance à la conquête de l’Inde, où il chasse le sultan afghan Ibrahim Lodî du trône de Delhi. Babur fonde la dynastie appelée baburide, connue sous le nom des Grands Moghols de l’Inde. L'Afghanistan, disputé entre les Grands Moghols de l’Inde et les Séfévides de Perse, connaît une période mouvementée. En 1707, le prince afghan de Kandahar, Mirwais Khan Hotaki, de la tribu pachtoune de Ghalzaï, chasse les Perses hors de sa région, et son fils Mahmoud Hotaki repousse les Perses, puis envahit leur pays. Il se fait couronner Shahanshah (roi des rois) à Ispahan, la capitale des Séfévides, par l’empereur déchu des Perses qui lui remet sa couronne et son épée en 1722. En 1739, un Turkmène persan s’autoproclame roi sous le nom de Nader Chah Afshar chasse les Afghans et envahit de nouveau le pays et l'Inde du nord.

#### L’islamisation
Au cours de l'expansion arabe et de la conquête de l'Irak, à la suite d'une contre-attaque des Sassanides de Perse en 634 (ou 631/632, Bataille du pont), les premières armées arabo-musulmanes défient leur puissant voisin lors de la bataille d'al-Qadisiyya. La déroute des Sassanides ouvre la voie à l'armée musulmane, qui finit par absorber le vaste empire dont l’Afghanistan était partie intégrante. L’islamisation de l’essentiel du pays prendra plus de 200 ans. La résistance légendaire des shahs de Kaboul, encore bouddhistes[précision nécessaire], la retarde considérablement. La région du Nouristan est la dernière région du pays à se convertir à l’islam : les Nouristanis ne sont majoritairement musulmans que depuis le XIXe siècle, soit plus de 1 200 ans après les toutes premières conquêtes arabes.
Après l’installation définitive de l’islam en Afghanistan, celui-ci ne s’est plus étendu par l'action des Arabes, mais surtout par celle des Turcs comme l’empereur Mahmoud de Ghazni, puis de l’Afghan Muhammad Ghûrî. Quant à l’islamisation de l’Inde, le chef militaire afghan Sher Shah Suri y joue un grand rôle alors qu'il est suzerain à Sasaram. Il est notamment à l’origine de la Grand Trunk Road, également connue sous le nom de la Grande marche. Cette route relie le Bengale à Delhi, traverse le Pakistan (Pendjab) et se prolonge jusqu'en Afghanistan via la Passe de Khyber. Le tombeau du suzerain, appelé aussi le deuxième Taj Mahal en Inde, figure sur la liste indicative (candidat à l'inscription) du patrimoine mondial de l’humanité de l’UNESCO.

### Histoire moderne

#### Les Hotaki et les Durrani

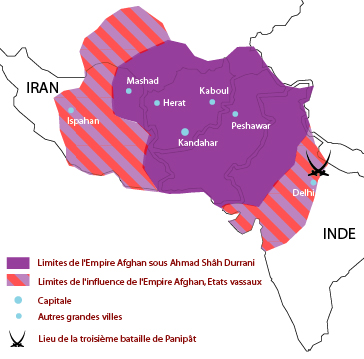
Étendue de l'Empire durrani à son apogée sous Ahmad Shah.

En 1709, Mirwais Hotak, chef de la tribu pachtoune des Ghilzai, se révolte contre les Séfévides et se taille un royaume indépendant dans la région de Kandahar. Après sa mort, son fils Mahmoud envahit la Perse. Il bat les Séfévides à Gulnabad, entre à Ispahan et se proclame roi de Perse en 1722. La domination afghane sur la Perse ne dure que quelques années : dès 1729, Nader Chah reconquiert Ispahan après la bataille de Damghan.
Kandahar, dernier bastion des Hotaki, est prise par Nader Chah en 1738, qui rétablit ainsi l'autorité perse en Afghanistan. Il s'appuie sur les Abdalis, tribu pachtoune rivale des Ghilzai, et place un prince de cette tribu, Ahmad Khan, à la tête d'un régiment de troupes afghanes durant son invasion de l'Empire moghol. Lorsque Nader Chah est assassiné, en 1747, Ahmad Khan est élu roi des Afghans par la loya jirga et adopte le titre de Durr-i-Durrân, « perle des perles ». Le nom de Durrani reste associé à sa dynastie et à la tribu des Abdalis en général. Il fonde ainsi l'Empire durrani, considéré par l'historiographie comme le premier État afghan.
Bénéficiant d'une situation géopolitique favorable, Ahmad Shah Durrani peut étendre son empire aux dépens des Perses comme des Moghols. À son apogée, son autorité s'étend du Khorassan à l'ouest au Cachemire à l'est, et de l'Amou-Daria au nord à la mer d'Arabie au sud. Sa grande victoire sur les Marathes à Panipat en 1761, lui assure la domination sur le nord-ouest de l'Inde, mais il ne peut s'y maintenir face à la montée en puissance des Sikhs, qui prennent le contrôle de Lahore en 1767.
L'Empire durrani ne survit pas longtemps à la mort d'Ahmad Shah, en 1772. Son fils Timour Shah, en butte à l'hostilité des tribus pachtounes, tente de s'appuyer sur les élites urbaines tadjikes et qizilbash et transfère sa capitale de Kandahar à Kaboul en 1775. Il s'avère incapable d'empêcher le déclin de la dynastie, et après sa mort, en 1793, ses nombreux fils se disputent la succession, chacun étant soutenu par une ou plusieurs tribus pachtounes et gouvernant un territoire réduit autour de l'une des grandes forteresses du pays. Kaboul passe ainsi successivement entre les mains de Zaman Shah (1793-1801), Mahmoud Shah (1801-1803), Shah Shuja (1803-1809) et de nouveau Mahmoud Shah (1809-1819).
Affaibli par ces querelles intestines, l'Empire durrani perd ses territoires périphériques. À l'ouest, l'Empire kadjar conquiert le Khorassan et menace Hérat ; au nord, l'émirat de Boukhara étend son autorité sur les tribus ouzbèkes du nord de l'Hindou Kouch ; au sud, le khanat de Kalat se libère de la tutelle afghane ; à l'est, l'Empire sikh prive les Durranis de leurs riches provinces indiennes. C'est de cette période que date le premier contact entre l'Afghanistan et l'Empire britannique : craignant les visées de Napoléon sur l'Inde, les Britanniques envoient un émissaire, Mountstuart Elphinstone, négocier une alliance défensive avec Shah Shuja en 1809.

#### L'émirat d'Afghanistan auXIXesiècle, un pion dans le «Grand Jeu»
Les premières décennies du XIXe siècle sont marquées par l'ascension des Barakzaï, une branche des Durranis qui font et défont les derniers empereurs de la dynastie. Un membre de cette famille, Dost Mohammad, s'impose à Ghazni en 1819 avant de prendre le contrôle de Kaboul en 1826 grâce au soutien des Qizilbash. Il ne prend pas le titre de shah, mais seulement d'émir. Il s'oppose à Ranjît Singh, le souverain sikh du Pendjab, qui occupe Peshawar en 1823 et accueille à sa cour l'ancien souverain durrani Shah Shuja.

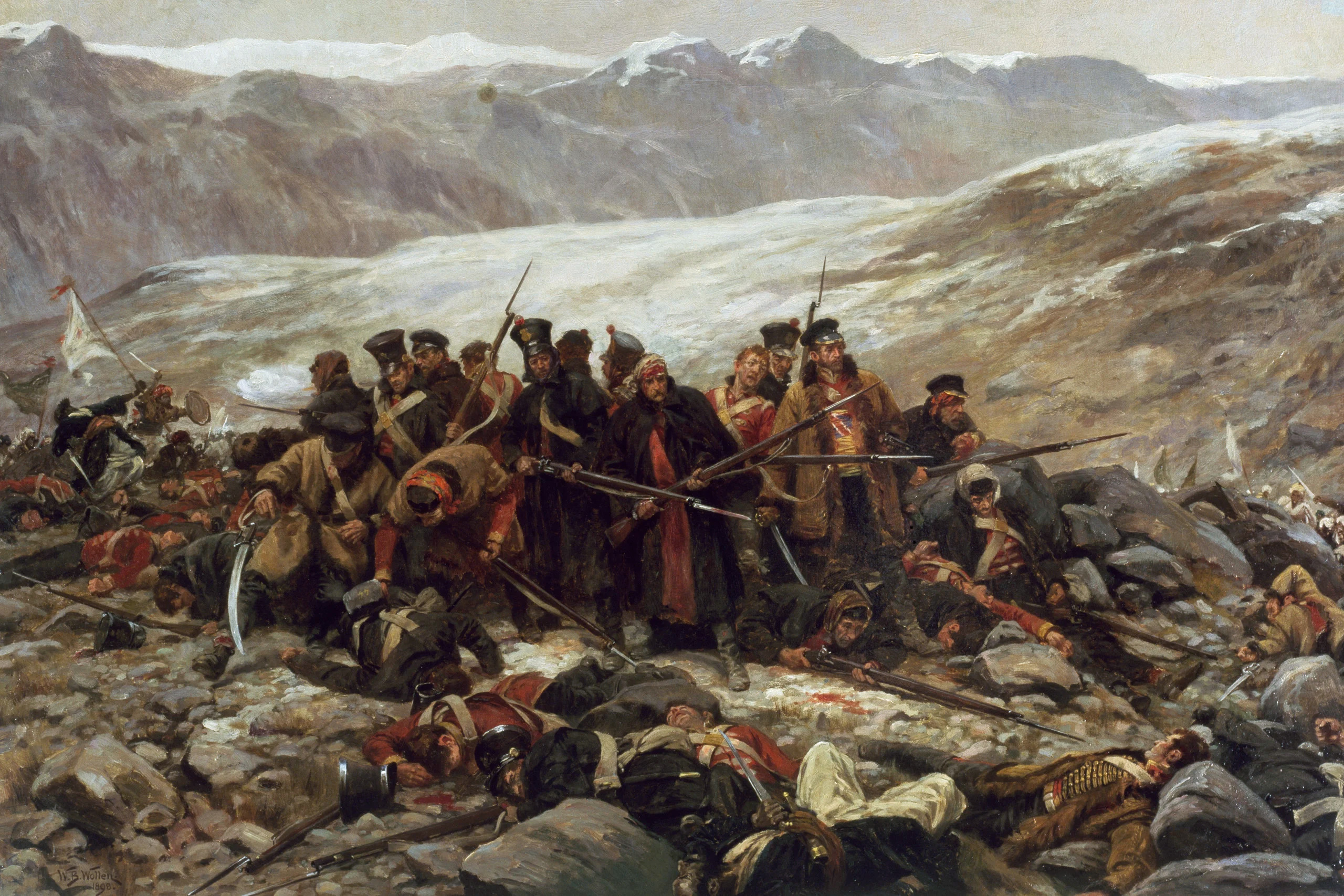
Le dernier carré du 44e régiment d'infanterie d'Essex à Gandamak.

Les visées de Dost Mohammad sur le nord de l'Inde inquiètent les Britanniques, tout comme l'arrivée à Kaboul de Jan Witkiewicz, premier ambassadeur de l'Empire russe, en 1837. Ils envahissent l'Afghanistan en 1839 pour rétablir Shah Shuja sur le trône et faire du pays un État tampon contre l'avancée russe en Asie centrale. La première guerre anglo-afghane se solde par un désastre pour les Britanniques : de nombreuses révoltes éclatent contre le shah, coordonnées par Dost Mohammad, puis par son fils Wazir Akbar, et le corps expéditionnaire britannique est anéanti durant sa retraite hors de Kaboul à la bataille de Gandamak (janvier 1842). Après une expédition punitive qui aboutit à la destruction du bazar de Kaboul au mois d'octobre, les Britanniques quittent l'Afghanistan, laissant Dost Mohammad reprendre le pouvoir.
Ayant conclu une alliance avec les Britanniques en 1855, Dost Muhammad dirige ses ambitions territoriales dans d'autres directions. Il repousse les frontières septentrionales de l'émirat jusqu'à l'Amou-Daria et conquiert Kandahar, Konar et Hérat. À sa mort, en 1863, l'Afghanistan est à peu près réunifié. Une querelle de succession oppose trois de ses fils jusqu'en 1868, lorsque Sher Ali s'impose grâce au soutien financier britannique. Son règne est marqué par une série de réformes inspirées par le penseur Djemâl ad-Dîn al-Afghâni : création d'un embryon de gouvernement, refonte du système fiscal, développement de l'industrie, fondation de la première école publique du pays, naissance du premier journal afghan, Shams al-nahâr (« Le soleil du jour »).
La seconde guerre anglo-afghane éclate en 1878. Elle est le fruit de la rivalité entre les empires russe et britannique en Asie centrale, un « Grand Jeu » dans lequel l'Afghanistan est un pion crucial. Malgré leur victoire à Maiwand (27 juillet 1880), les Afghans, écrasés à Kandahar (en) (1er septembre 1880), sont contraints d'accepter le traité de Gandomak, par lequel ils perdent toute indépendance en matière de politique étrangère et doivent céder plusieurs districts frontaliers aux Britanniques.
Un neveu de Sher Ali, Abdur Rahman, gouverne l'Afghanistan de 1880 à 1901. Cette période voit la fixation définitive des frontières du pays au nord et à l'est. Le tracé de la ligne Durand, en 1893, divise artificiellement les Pachtounes entre l'Afghanistan et l'Inde britannique. Une série de campagnes militaires permet à Abdur Rahman d'imposer son autorité à l'intérieur de ces limites : Maïmana est définitivement conquise en 1884, le Hazaradjat en 1893, le Kafiristan en 1896. Ces conquêtes s'accompagnent de mesures particulièrement brutales : les chiites du Hazaradjat sont contraints à l'exil tandis que les habitants polythéistes du Kafiristan sont islamisés de force et rebaptisés Nouristanis. Abdur Rahman se montre tout aussi impitoyable dans la manière dont il écrase les révoltes contre son autorité, qu'il s'agisse de prétendants au trône ou de tribus mécontentes de sa politique fiscale. Il prend des mesures dans le domaine économique et social (abolition de l'esclavage, lutte contre les bandits de grands chemins, construction de routes, développement de l'industrie), mais le développement du pays, entravé par un certain isolationnisme, reste limité à la région de Kaboul.
Habibullah Khan succède à son père en 1901. L'une des premières décisions de son règne est une amnistie générale qui permet le retour au pays de nombreux intellectuels exilés par son père. L'un d'eux, Mahmoud Tarzi, devient le chef de file d'un courant « jeune-afghan » inspiré par les Jeunes-Turcs, qui milite pour la modernisation à marche forcée du pays avec l'aide de conseillers turcs. Un autre courant de pensée (Musahiban), pro-britannique et moins radical, tente d'orienter la politique afghane dans une direction diamétralement opposée. Incapable de choisir entre ces deux partis, l'émir opte pour la neutralité pendant la Première Guerre mondiale, malgré les tentatives allemandes d'attirer l'Afghanistan dans le camp des Empires centraux pour attaquer l'Inde. Il est assassiné en 1919.

#### Le royaume d'Afghanistan

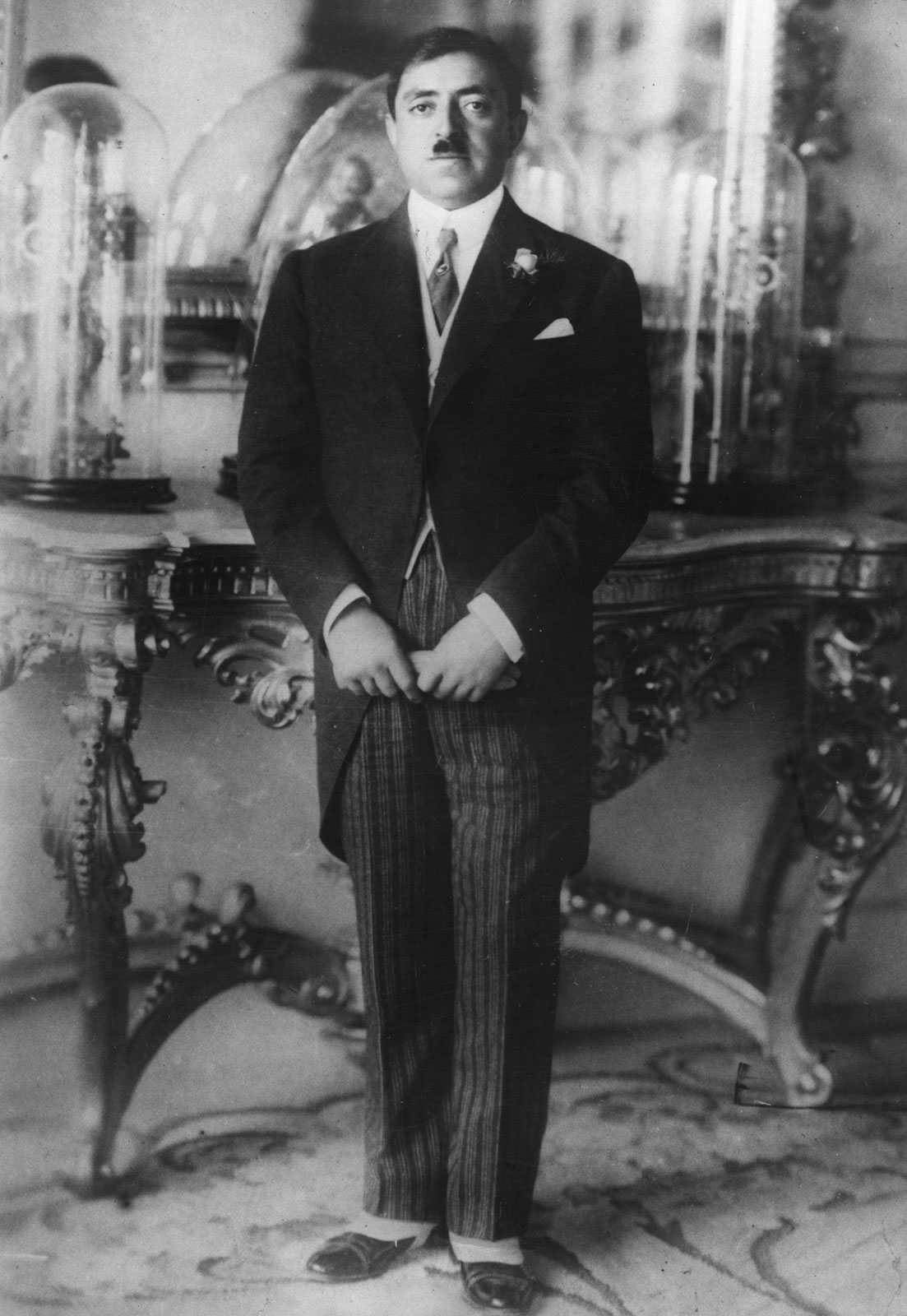
Amanullah Khan.

Après l'assassinat de Habibullah Khan, son fils Amanullah Khan prend le pouvoir en février 1919. Quelques mois plus tard, il déclenche la troisième guerre anglo-afghane, un conflit bref qui lui permet de rendre à l'Afghanistan sa complète indépendance vis-à-vis du Royaume-Uni (traité de Rawalpindi). Embrassant le programme des Tarzi (Mahmoud Tarzi est son beau-père et son ministre des Affaires étrangères), le nouvel émir ouvre son pays au monde et lui donne sa première constitution en 1923. Il adopte le titre royal de shah en 1926.
Le vaste programme de réformes d'Amanullah Khan (amélioration de la condition des femmes, lutte contre la corruption, création de passeports et de cartes d'identité, encouragement à l'investissement privé) suscite de nombreux mécontentements en Afghanistan. En 1924, la rébellion des Mangals est réprimée dans le sang. Quelques années plus tard, à la fin de 1928, un brigand d'origine tadjike, Habibullah Kalakani dit Bacha-e Saqâo (« le fils du porteur d'eau »), profite des révoltes qui secouent le pays pour marcher sur Kaboul. Le roi s'enfuit en janvier 1929 et Kalakani, qui s'est proclamé émir, annule toutes ses réformes et met en place un régime religieux autocratique.
Un cousin d'Amanullah, Nadir Khan, mobilise les Pachtounes contre l'usurpateur tadjik, qui est vaincu en octobre 1929. Nadir Khan monte alors sur le trône sous le nom de Nadir Shah. Une nouvelle constitution est promulguée, mais la majeure partie des réformes libérales d'Amanullah ne sont pas rétablies. Partisan d'une modernisation plus progressive du pays, Nadir Shah est assassiné en 1933 par Abdul Khaliq Hazara, un partisan de l'ancien roi déchu.
Le fils du roi, Mohammad Zaher Shah, lui succède. Bien qu'il soit majeur, ce sont d'abord ses oncles qui exercent la réalité du pouvoir en tant que Premiers ministres : Mohammad Hashim Khan (en) de 1933 à 1946, puis Shah Mahmud Khan de 1946 à 1953. Resté neutre durant la Seconde Guerre mondiale, le pays est secoué par une série de révoltes tribales entre 1944 et 1947. La même année, l'indépendance du Pakistan ravive la question de la division des Pachtounes de part et d'autre de la ligne Durand.
En 1953, Shah Mahmud Khan est remplacé par Mohammad Daoud Khan, un cousin du roi. Attaché à la réunion de tous les Pachtounes au sein des frontières afghanes, il conduit les relations avec le Pakistan jusqu'au point de rupture. Les relations diplomatiques sont rompues et la frontière fermée en 1961. Les répercussions économiques pour l'Afghanistan, pays sans accès à la mer, sont graves et entraînent la démission de Mohammad Daoud Khan en 1963. Mohammad Zaher Shah prend alors directement en main les rênes du pouvoir et tente de promouvoir quelques réformes libérales, mais peine à asseoir son autorité face aux membres plus conservateurs de la famille royale. Il réussit cependant à maintenir de bonnes relations avec l'Union soviétique aussi bien qu'avec les États-Unis, jouant les deux superpouvoirs l'un contre l'autre pour moderniser le pays grâce à leur aide économique.
Profitant d'une absence du roi pour raisons de santé, Mohammad Daoud Khan mène un coup d'État pacifique le 17 juillet 1973. Il abolit la monarchie et annonce la création de la république d'Afghanistan, dont il devient le premier chef d'État et de gouvernement.

### Histoire contemporaine

#### 1978-1992: intervention soviétique
L'intervention soviétique en Afghanistan s’inscrit dans le contexte de la guerre froide, puisque les États-Unis soutiennent le Pakistan face à une Inde qui se voulait le fer de lance des pays non alignés ; l’URSS soutient l’Afghanistan qui avait, depuis 1919, des revendications territoriales sur les régions à majorité pachtounes du Pakistan, ce qui aurait permis à l’Afghanistan de se désenclaver en possédant un accès vers la mer d'Arabie[Où ?][précision nécessaire].
À la suite d’un coup d’État fomenté en 1973 par le prince Mohammad Daoud Khan, la monarchie afghane est renversée, et la république d’Afghanistan proclamée. L'État afghan s’éloigne de plus en plus de Moscou.
Le coup d’État du Parti démocratique populaire d'Afghanistan, le 27 avril 1978, renverse le gouvernement de Daoud. Ce dernier est assassiné, de même que de nombreux membres de sa famille. Cependant, ce coup d’État n'a été ni organisé ni soutenu par l'Union soviétique, Léonid Brejnev est furieux, mais finira par soutenir le président Nour Mohammad Taraki en signant en décembre 1978 un traité économique et militaire,. Nour Mohammad Taraki (1917-1979), chef du Khalq (fraction radicale et majoritairement pachtoune du PDPA) devient président de la nouvelle république démocratique d'Afghanistan, régime socialiste et prosoviétique. Ce régime met en place une série de réformes collectivistes et sociales (école obligatoire pour les filles, droits des femmes, abolition des dettes paysannes, réformes agraires…) qui contrarient les coutumes ancestrales afghanes. Une répression s'exerce contre les opposants au régime, de nombreux dignitaires religieux sont tués ou emprisonnés. L’émigration des Kirghizes du Pamir afghan en Turquie a lieu à cette époque.
Le 15 mars 1979, la 17e division régulière de l'armée afghane se révolte dans la ville d'Hérat à l'ouest du pays. Elle est dirigée par le capitaine Ismaïl qui deviendra célèbre comme chef de la résistance de la région d'Hérat contre l'Union soviétique sous le nom d'Ismaïl Khan. Les soldats abandonnent leur division et partent dans les montagnes avec les armes dont ils ont besoin. Ils sont rejoints par de nombreuses personnes de la population et entrent en résistance contre le gouvernement, secrètement aidés, par la CIA.
Le président Taraki téléphone le 18 mars 1979 au Premier ministre soviétique Alexis Kossyguine (conversation consignée dans les archives du Kremlin) et lui demande l'intervention discrète de l'Armée rouge. Dans un premier temps, il essuie un refus, car les Occidentaux s'en apercevraient en deux heures. Il obtient gain de cause en conseillant de n'utiliser que des soldats provenant des républiques soviétiques frontalières : un officieux « bataillon musulman », habillé avec des uniformes en laine de chameau.
L'Union soviétique fomente un nouveau coup d’État le 28 décembre 1979 afin de permettre à Babrak Karmal, leader d'une faction plus modérée à l'intérieur du Parti communiste, de devenir président. L’Union soviétique intervient massivement à partir de janvier 1980 pour reprendre le contrôle des zones rebelles (Sud-Est du pays principalement).
Une vive résistance se met en place face à un occupant soviétique qui ne s’attendait pas à une telle réaction. De plus, cette agression soulève une grande émotion dans l’ensemble des pays musulmans et de nombreux islamistes issus de divers pays (Algériens, Bosniaques, Philippins, Saoudiens, Palestiniens, Égyptiens…) se joignent aux moudjahidines. Les Soviétiques ne pourront jamais défaire ces combattants qui utilisent le terrain montagneux afghan pour mener une véritable guérilla financée et soutenue militairement par les États-Unis, le Pakistan, l’Arabie saoudite et diverses associations musulmanes à travers le monde.
Le gouvernement entreprend de réformer ou d'abolir certaines pratiques traditionnelles de nature féodale : la dot et les mariages forcés sont interdits, l'âge minimum légal pour le mariage est rehaussé et l'école est rendue obligatoire pour les filles. Les femmes obtiennent par ailleurs le droit de ne pas porter le voile, de circuler librement et de conduire. Un projet de légalisation du divorce est rédigé, mais n'est finalement pas instauré pour ne pas encourager les insurrections conservatrices. Très optimistes, les dirigeants communistes espéraient éliminer l’analphabétisme en cinq ans. En 1988, les femmes représentaient 40 % des médecins et 60 % des enseignants à l'université de Kaboul. Ces réformes ont sapé l'ordre tribal traditionnel et provoqué une opposition dans les zones rurales. Dans le même temps, le gouvernement a brutalement réprimé l'opposition avec des milliers d'exécutions politiques. Jusqu'à 27 000 ont été exécutés à la prison de Pul-e-Charkhi.
Le 30 novembre 1986, Mohammad Najibullah devient président de la République à la place de Karmal. Les troupes gouvernementales doivent faire face à l’aide moindre de l’URSS d’année en année (pour cause de perestroïka) et à une intensification des combats soutenus par le Pakistan voisin ainsi que par les États occidentaux, dont les États-Unis. L’aide américaine aux rebelles, qui reçoivent plusieurs milliards de dollars de subsides et d’armements, devient décisive avec la livraison des missiles Stinger permettant d’abattre les hélicoptères et ruinant une stratégie soviétique de contre-guérilla jusqu’alors plutôt efficace.
L’Union soviétique décide unilatéralement de quitter l'Afghanistan en février 1989, laissant à Mohammad Najibullah le contrôle du pays. Le régime tombe le 29 avril 1992 après la prise de Kaboul et la démission de Mohammed Nadjibullah le 16 avril.

#### 1992-1996: la guerre civile

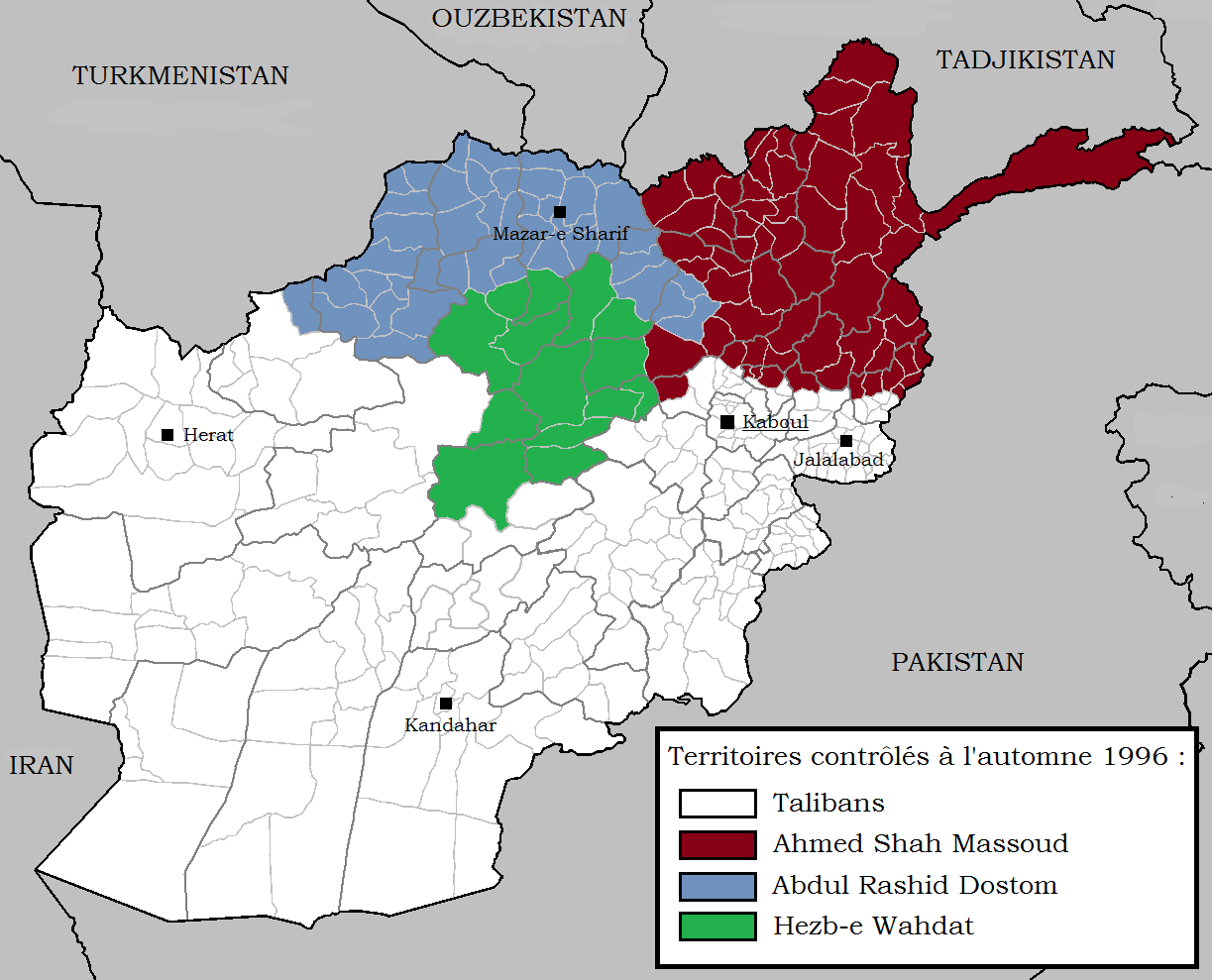
Territoires contrôlés par les parties en conflit en 1996.

Le 9 avril 1992, Ahmed Chah Massoud, futur chef de l’alliance du Nord, entre dans Kaboul avec plusieurs milliers d’hommes et devient ministre de la Défense en mai. Le 28 juin, Burhanuddin Rabbani, musulman modéré du Jamiat-e Islami, est nommé président intérimaire, puis élu chef du gouvernement en décembre. De 1992 à 1995, un gouvernement issu de la résistance afghane prend le pouvoir, mais il y a des dissidences internes. Massoud démissionne du gouvernement afin de permettre à Gulbuddin Hekmatyar, un fondamentaliste appartenant à l’ethnie pachtoune, majoritaire dans le pays, de devenir Premier ministre. Mais les affrontements continuent dans Kaboul entre talibans, forces du gouvernement (Massoud) et moudjahidines (Hekmatyar). La charia est progressivement mise en place entre mai et juillet 1992 (port du hijab obligatoire pour les femmes, interdiction de la musique à la radio, application de la loi islamique, prière obligatoire pour les fonctionnaires…)
À partir de 1994,[réf. nécessaire] les talibans – étudiants en théologie – appuyés par des groupes armés étrangers, conquièrent peu à peu les différentes provinces du pays. De 1994 à 1996, soutenus par l’armée pakistanaise, ils conquièrent l’essentiel du pays (sauf le réduit tadjik au nord-est) qui est sous le contrôle d’une nébuleuse de groupes armés qui forment l’Alliance du Nord, dont le commandant Massoud est la figure de proue. Des membres du Hezb-e-islami (parti de Hekmatyar) entrent au gouvernement du président Rabbani tandis que Hekmatyar devient Premier ministre. Durant l’été 1996, Oussama ben Laden, fuyant l'Arabie saoudite et après un séjour de deux ans au Soudan, retourne en Afghanistan. Il diffuse une déclaration de djihad contre les Américains.

#### 1996-2001: régime taliban

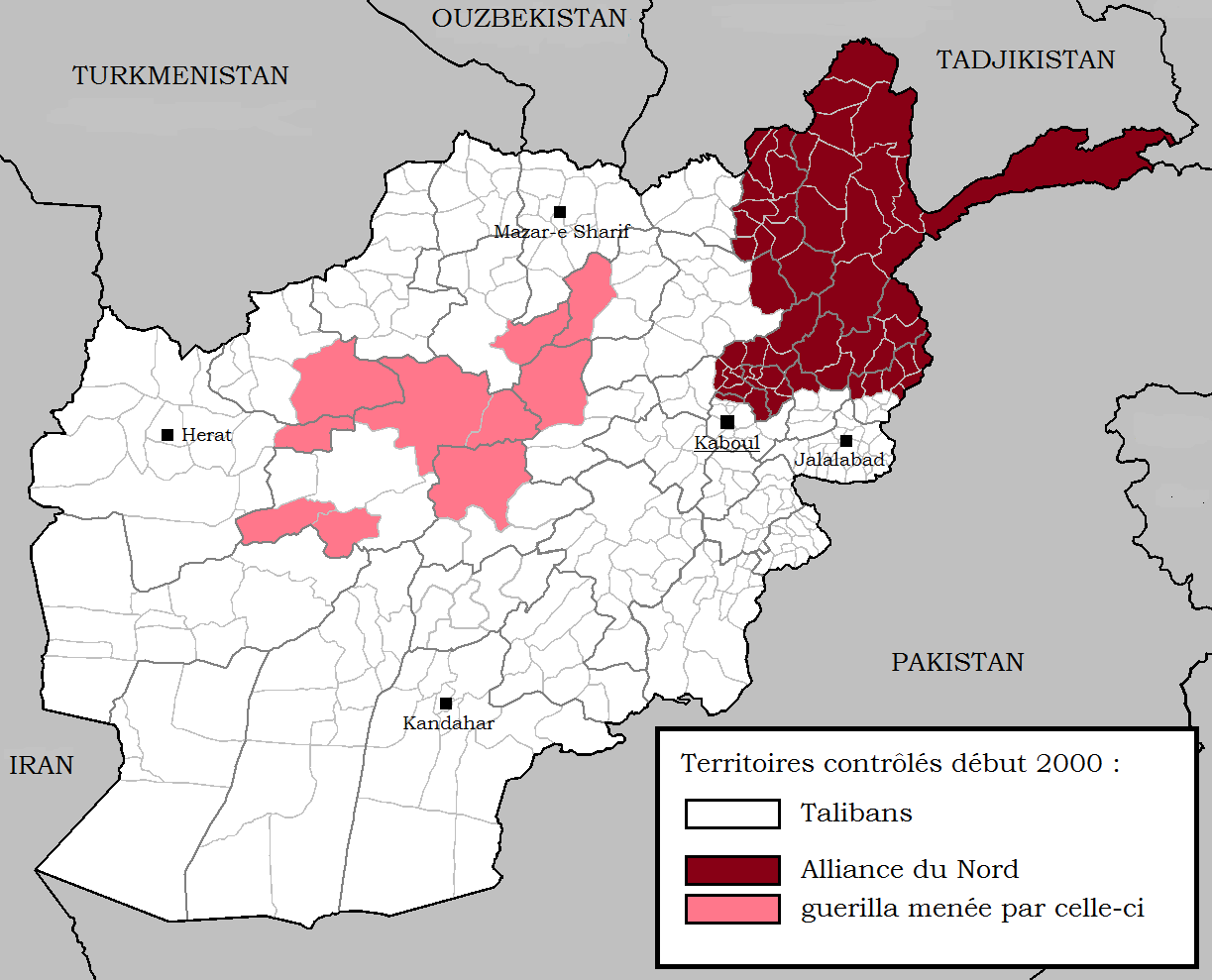
Territoires contrôlés par Massoud en 2000.

Le 27 septembre 1996, les talibans prennent Kaboul, la secrétaire d’État américaine Madeleine Albright déclare alors que « c’est un pas positif », et les fondamentalistes s’emparent dès lors du pouvoir. Le mollah Omar, chef charismatique du mouvement et commandeur des croyants, dirige le pays sans aucun titre politique ou constitutionnel. Mohammad Najibullah et son frère sont assassinés. Selon Ahmed Rashid, le mollah Abdoul Razzaq se trouvait à la tête du groupe qui s’empare de Naibullah, quelques heures avant l’entrée des talibans dans la capitale. Les talibans instaurent une paix relative après des années de guerre, par le biais de l'application d’une loi islamique très stricte ayant pour but d’instaurer « le plus pur État islamique du monde », fondé sur une application rigoureuse de la charia, émanant de l’école déobandi. Les femmes n'ont plus droit à l'éducation et les exécutions sommaires sont courantes. En 1998, la prise de la ville de Mazar-e-Charif entraîne le massacre par les Talibans de quatre à six mille Hazaras.
En 2001, la destruction des statues de Bouddha préislamiques de Bâmiyân (VIe – IVe siècles av. J.-C.), inscrites au patrimoine mondial de l’humanité par l’UNESCO, attire l’attention de la communauté internationale. Les autorités du Pakistan dénoncent alors publiquement leur politique extrémiste. Des relations étroites entre des groupes fondamentalistes pakistanais et les talibans perdurent néanmoins, notamment dans la région frontalière.
Le 9 septembre 2001, Massoud est assassiné lors d’un attentat suicide déguisé en une fausse interview par de prétendus journalistes. Cet événement est suivi deux jours plus tard des attentats du 11 septembre aux États-Unis, provoquant un revirement de la politique américaine qui va répondre rapidement à cet attentat.

#### 2001-2021: intervention de la coalition autour des États-Unis

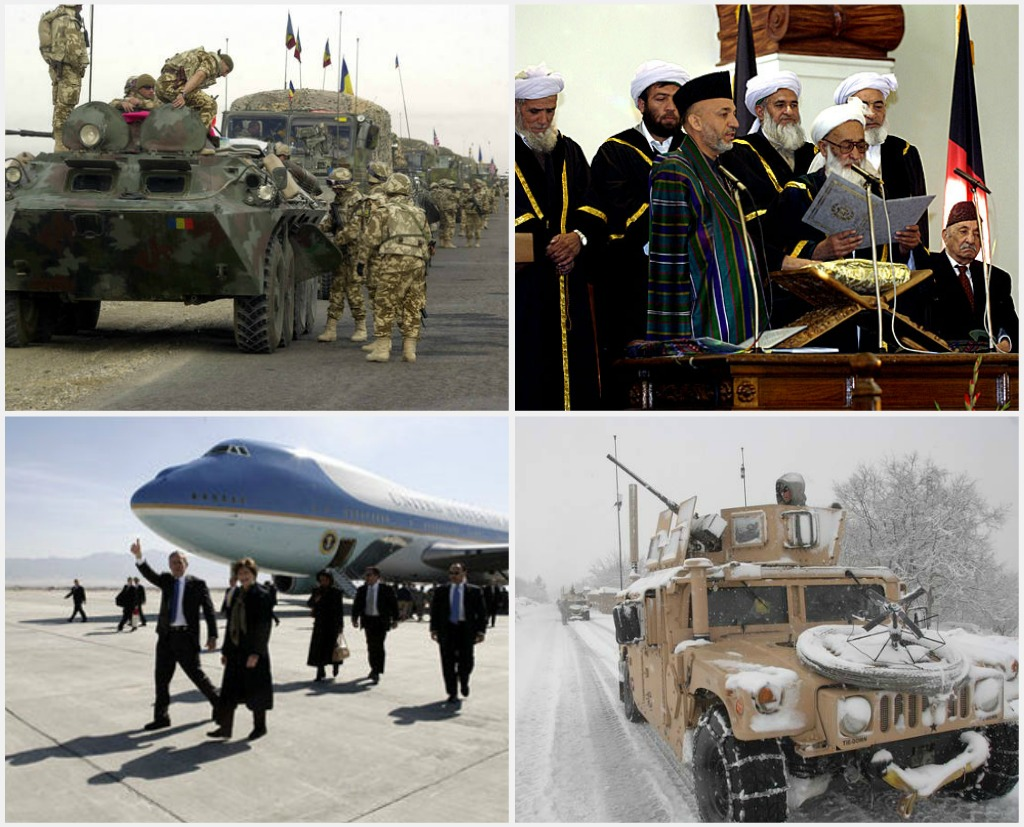
2003-2008

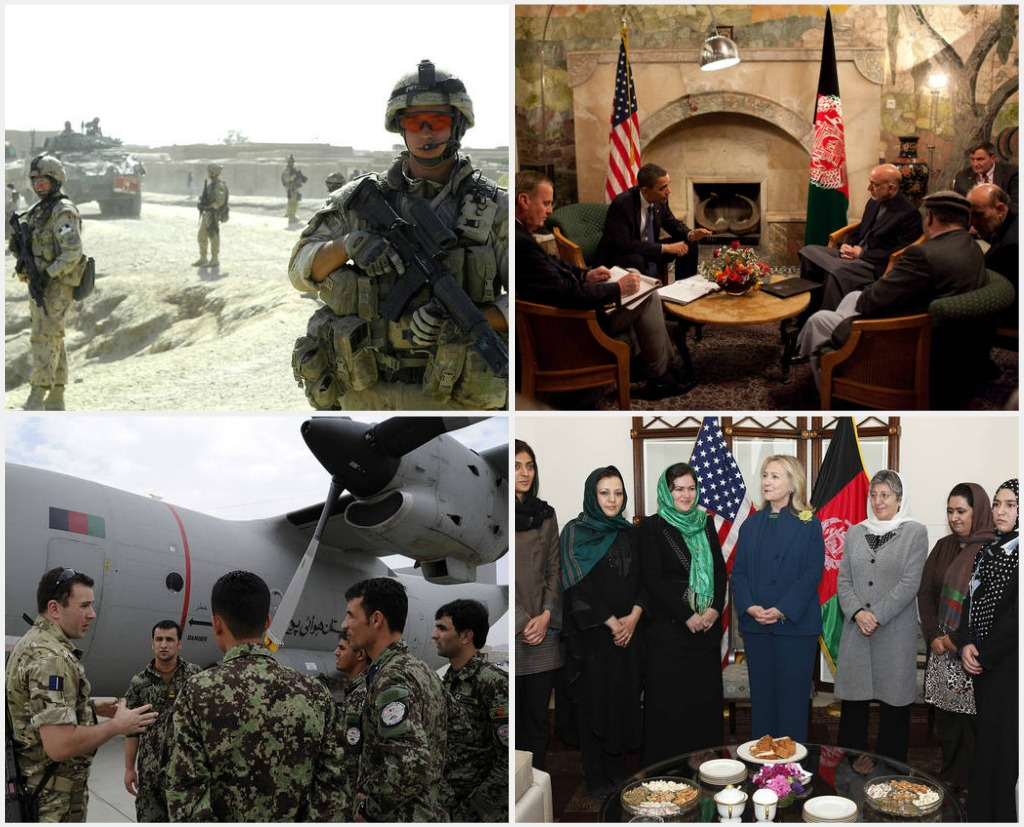
2008-2011

Accusant le chef d'Al-Qaïda, Oussama ben Laden, d’être responsable des attentats du 11 septembre, avec le soutien des autorités talibanes, les États-Unis déclenchent une nouvelle guerre d’Afghanistan. Avec l’aide des forces terrestres de l’Alliance du Nord et un soutien aérien des forces coalisées, ils renversent en quelques semaines le régime taliban. Hamid Karzai devient alors le nouveau dirigeant de l’Afghanistan.
La situation à la mi-2002 semble se stabiliser, même si l’insécurité reste présente dans des régions hors du contrôle du nouveau gouvernement, tandis que les zones sous contrôle de la coalition sont la cible d’attentats. Le président Hamid Karzai est ainsi victime d’une tentative d’assassinat, le 5 septembre 2002, lors d’un voyage dans la région de Kandahar. Après le renversement des talibans en 2001, plus de 5,7 millions d'anciens réfugiés sont retournés en Afghanistan.
Le 11 août 2003, l’OTAN prend le commandement de la Force internationale d’assistance et de sécurité (FIAS), à laquelle contribuent 37 pays ; elle s’emploie à étendre l’autorité du pouvoir central et à faciliter la reconstruction du pays. Au 7 décembre 2004, une force internationale de près de 10 000 hommes stationnait en Afghanistan, s’ajoutant aux 20 000 soldats américains toujours présents. Cette coalition, formée sous l’égide de l’ONU, tente d’installer des structures favorisant un retour de la démocratie.
Mais les activités rebelles perdurent : le 26 mai 2004, cinq membres d’ONG sont tués dans une embuscade au nord-ouest de l’Afghanistan. En septembre 2004, une roquette tombe près d’un collège visité quelques minutes plus tard par le président Hamid Karzaï. Le 29 août 2004, à Kaboul, un attentat à la voiture piégée fait plus de sept morts. Les talibans visaient l’entreprise de sécurité américaine Dyncorps, qui s’occupe de la protection du président afghan Hamid Karzai.
Entre la chute des talibans en 2001 et la Loya Jirga de 2003, l’Afghanistan a été appelé « État islamique transitoire d’Afghanistan » par les États-Unis et l’Union européenne, lequel est dirigé par une administration intérimaire, puis par une administration transitoire. Depuis l’élaboration de sa nouvelle constitution, le pays est maintenant officiellement nommé « république islamique d’Afghanistan ».
En 2004, deux ans après l’intervention internationale, l’Afghanistan est redevenu le premier pays producteur mondial de pavot, utilisé pour produire l’opium et l’héroïne.
À partir de 2005, la situation s’aggrave à nouveau. Les talibans, appuyés par des volontaires étrangers, s’infiltrent dans certaines régions. En août 2006, l’OTAN lance l'offensive nommée opération Medusa à l’ouest de Kandahar, mais après la perte d’un avion de surveillance avec quatorze militaires et plusieurs morts au sol notamment par tir ami, son commandant réclame des renforts. Sur les dix premiers mois de 2006, la guérilla et les combats ont fait plus de 3 000 morts en Afghanistan, alors que la production d’opium a augmenté de 60 % pendant l’année. La guerre d’Afghanistan est particulièrement liée à l'insurrection islamiste au Nord-Ouest du Pakistan. L’instabilité politique provoquée par les talibans au Pakistan, pays pivot de l’action américaine (conquête du district de Buner par les talibans, à une centaine de kilomètres d’Islamabad, la capitale), remet en cause la perspective d’une victoire à court terme en Afghanistan. Toutefois, depuis avril-mai 2009, l’armée pakistanaise a multiplié ses offensives contre les talibans mais refuse de s’attaquer aux groupes talibans afghans basés au Waziristan du Nord.
En 2015, la Force internationale d'assistance et de sécurité (FIAS) mise en place par l'OTAN est remplacée par la mission Resolute Support destinée à prodiguer conseils et formations à l'armée et aux institutions en place. Après un engagement coûteux (1 000 milliards de dollars, 2 400 morts et 20 400 blessés parmi les soldats américains), Donald Trump annonce en décembre 2018 son intention unilatérale de se retirer du pays. Les talibans, presque essentiellement composés de Pachtounes, et soutenus de leur côté par l'autre ancien bloc de la guerre froide, prennent l'avantage dans un énième cycle de négociations de paix entamées à Doha en novembre 2018 : après plusieurs conférences avortées, un accord minimal se conclut à Doha en février 2020, visant surtout à sécuriser le retrait des troupes américaines, à éviter les attentats sur le sol américain, et conditionnant un cessez-le-feu entre talibans et gouvernement au pouvoir à la conclusion de négociations ultérieures.
Un nouveau cycle de négociations démarre à Doha le 12 septembre 2020, dans un climat de guerre persistante. Les talibans continuent leurs offensives militaires dans la province de Helmand, les Américains, qui n'ont pas encore effectué leur retrait, reprennent des attaques aériennes contre eux à partir du 10 octobre.
L'Afghanistan doit aussi faire face à la sécheresse. Selon les Nations unies, celle-ci a forcé plus de personnes à quitter leur domicile en 2018 que la violence qui sévit dans le pays.

#### 2021: retrait complet des États-Unis et retour au pouvoir des talibans

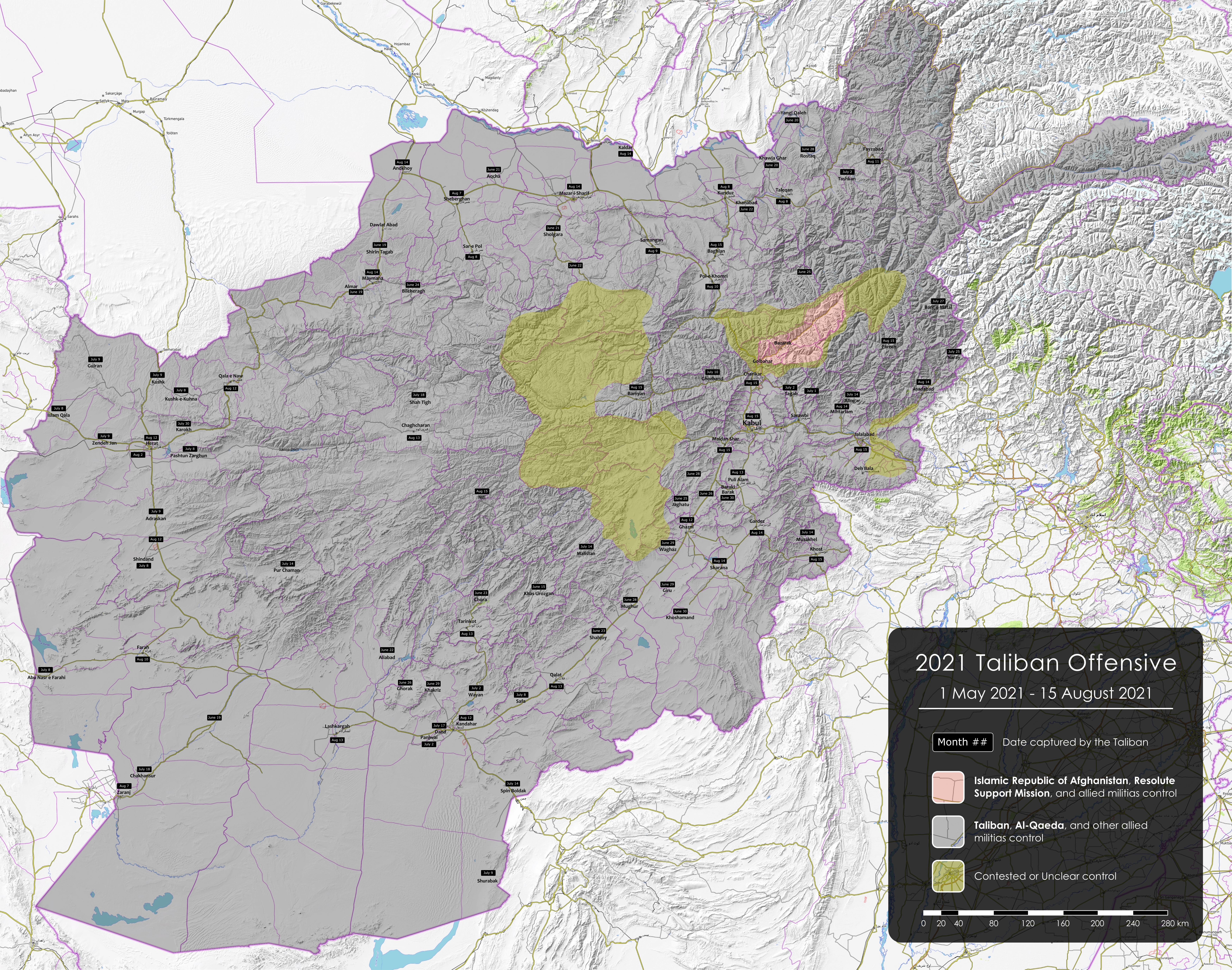
Situation en Afghanistan en août 2021.
Territoire contrôlé par les talibans
Territoire contesté
Territoire contrôlé par Ahmad Massoud

Comme les présidents américains Donald Trump en 2020, puis Joe Biden s'y étaient engagés, les troupes américaines poursuivent leur retrait définitif du pays en 2021. Le 12 juillet, le général Austin Scott Miller, chef des forces américaines et de l'OTAN en Afghanistan, quitte ses fonctions.
Le retrait complet des États-Unis doit être effectif le 11 septembre 2021, date anniversaire des attentats du 11 septembre 2001 qui avaient déclenché l'intervention américaine dans ce pays, mettant fin à vingt ans de guerre contre les talibans.
Les talibans ont signé des accords de non-agression avec les pays voisins (Chine, Iran, Pakistan, Tadjikistan et Ouzbékistan). Ces deux derniers pays refusent désormais d'accueillir les bases militaires des États-Unis ; le Tadjikistan a en revanche envoyé 20 000 réservistes à sa frontière avec l'Afghanistan.
En juillet 2021, alors que les talibans revendiquent le contrôle de 85 % du pays et d'importants postes frontières, de nombreux pays font évacuer leurs ressortissants du territoire afghan. Les forces talibanes reprennent rapidement du terrain dans les campagnes et encerclent les grandes villes dont Kaboul, avec, pour objectif, l'instauration d'un régime fondamentaliste islamiste.
Au 15 août, les talibans contrôlent 267 districts sur les 407 du pays ainsi que vingt-six capitales provinciales sur trente-quatre. Ils entrent dans la capitale, Kaboul, après la fuite du président Ashraf Ghani.
Le 16 août, le fils du commandant Massoud, Ahmad Massoud, annonce, dans un appel publié à sa demande par la revue du philosophe Bernard-Henri Lévy, qu'il entend mener la résistance de son peuple face aux talibans,,.
Le 30 août, le dernier avion de l'armée américaine quitte Kaboul, achevant le retrait des États-Unis d'Afghanistan et mettant ainsi un terme à une guerre qui aura duré près de deux décennies.

## Politique

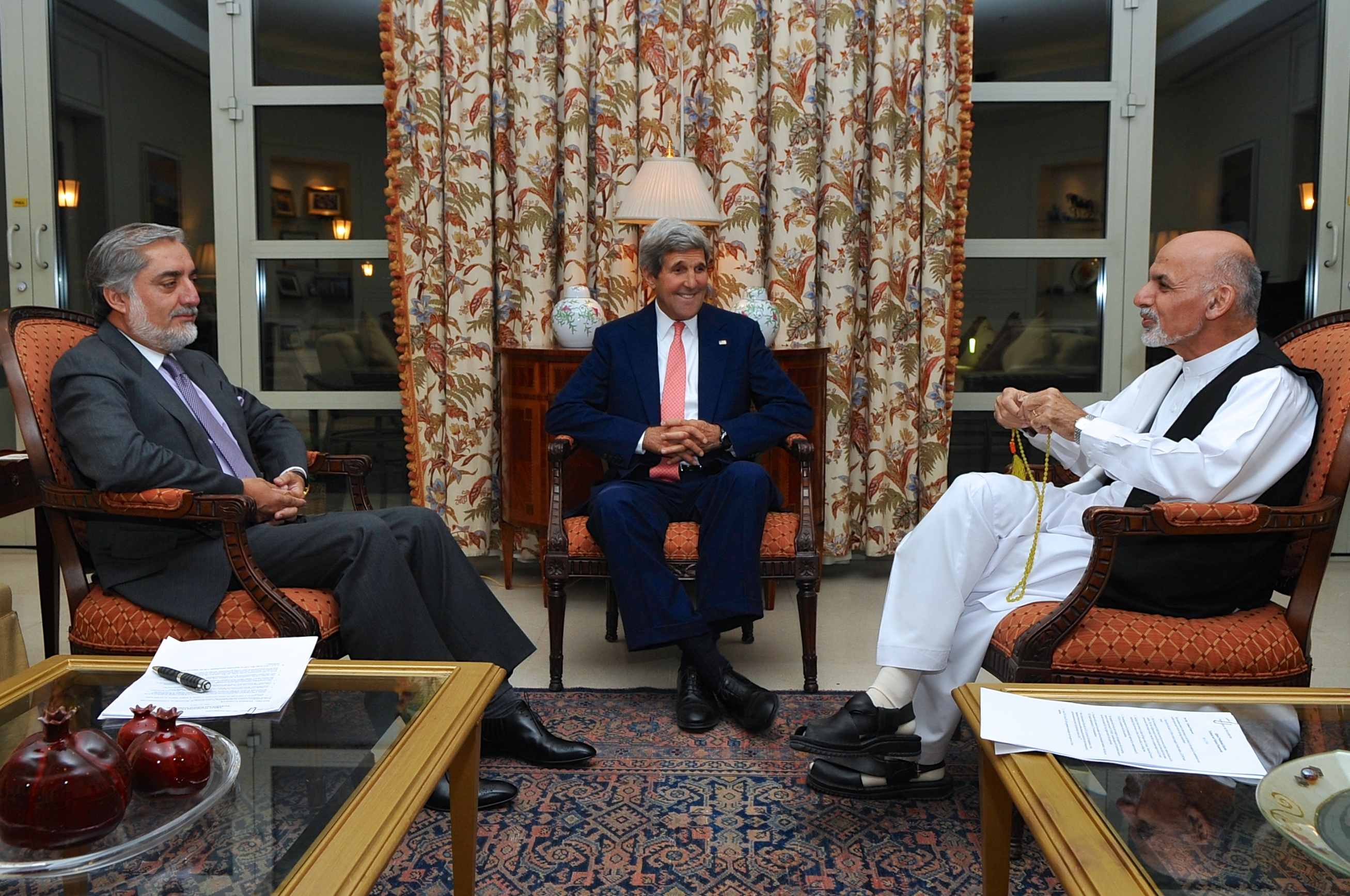
Abdullah Abdullah, John Kerry et Ashraf Ghani lors d'une rencontre suivant les élections, en juillet 2014.

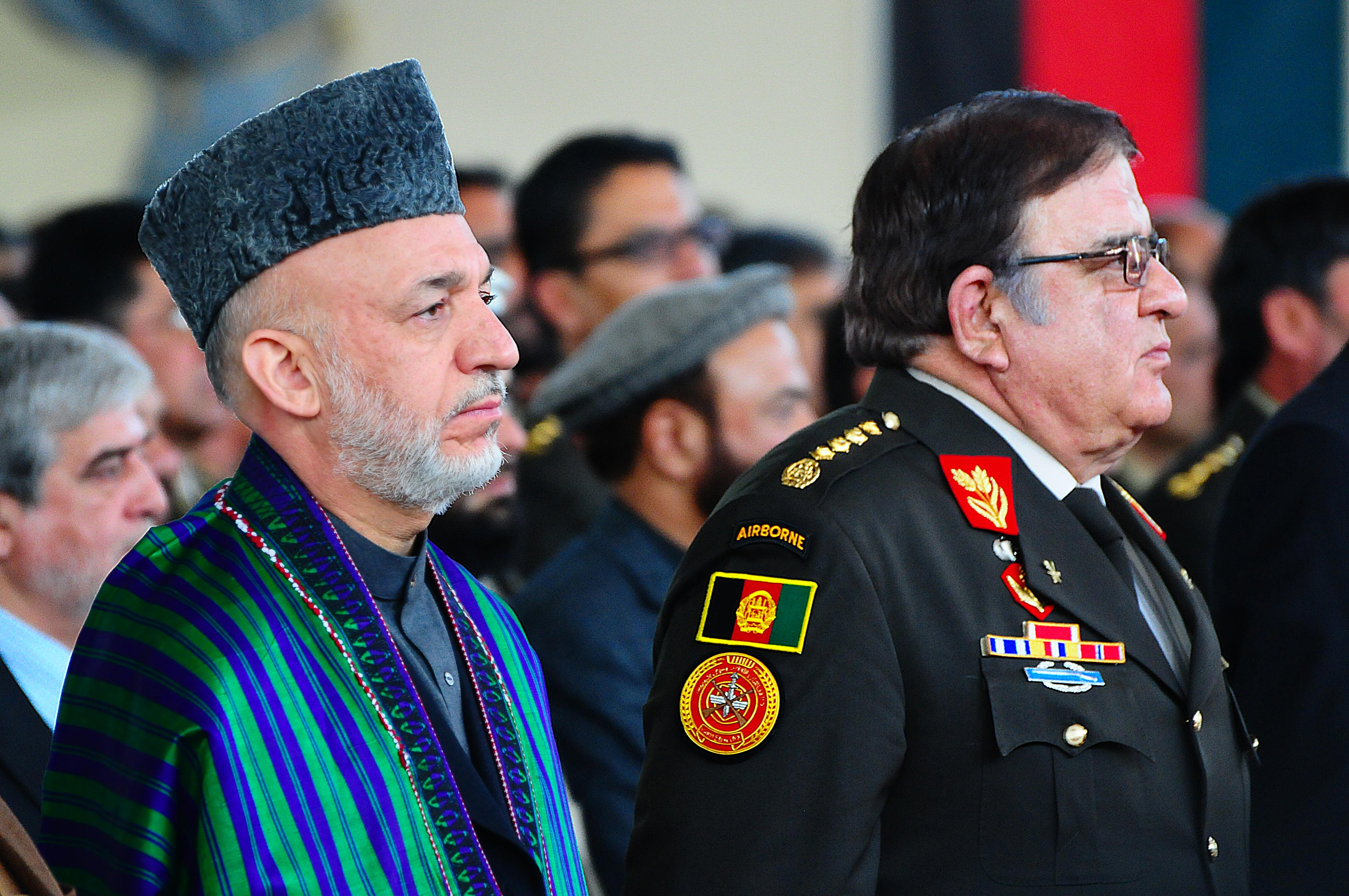
Hamid Karzai est le président d'Afghanistan de 2001 à 2014.

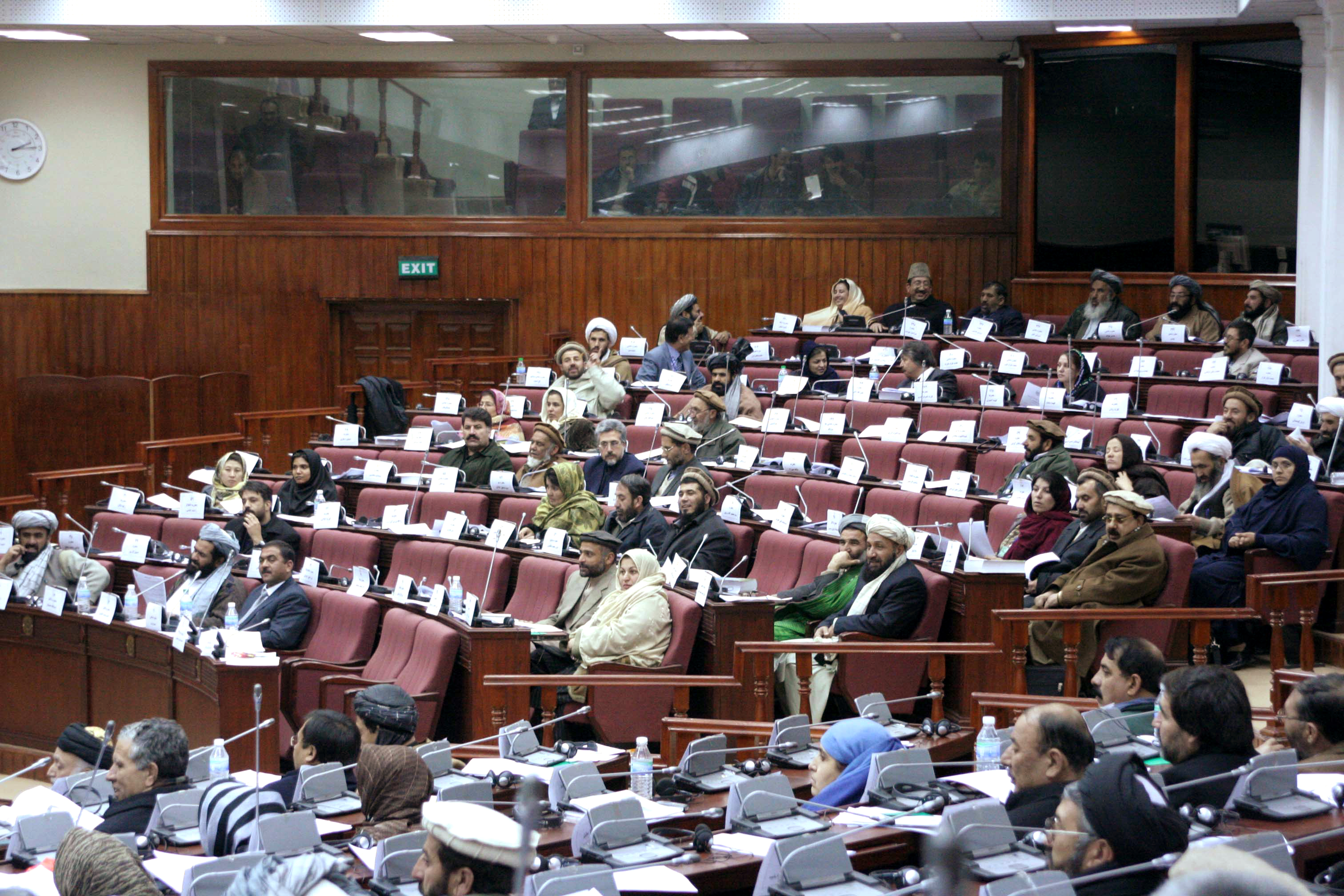
Parlement afghan en 2006.

### Historique
Avec les accords de Bonn en décembre 2001, une commission constitutionnelle est établie afin de mener des consultations populaires et rédiger une constitution. Celle-ci est présentée en décembre 2003 avant d'être adoptée par une Loya Jirga (Grand Conseil). La loi fondamentale entre en vigueur le 26 janvier 2004, date de la proclamation de la république islamique d'Afghanistan qui fonctionne sous la forme d'un régime présidentiel avec une législature bicamérale.
En 2002, l'ancien monarque Mohammad Zaher Shah est retourné dans le pays ; bien que très populaire, il n'est pas réinvesti du pouvoir royal à sa demande et son rôle se limite uniquement à des fonctions cérémonielles, jusqu'à sa mort en 2007.
Des élections nationales se tiennent le 9 octobre 2004. Plus de 10 millions d'Afghans sont enregistrés sur les listes électorales. Plus de 17 candidats s'opposant à Hamid Karzai boycottent les élections, soupçonnant une fraude ; une commission indépendante met en évidence la fraude, mais établit que cela n'affecte pas le résultat du scrutin. Karzai est déclaré élu par 55,4 % des voix. Il est investi de la présidence le 7 décembre. Ce sont les premières élections nationales du pays depuis 1969, date des dernières élections parlementaires, à l'époque de la monarchie.
La politique intérieure du cabinet Karzaï est fondée sur un plan de reconstruction élaboré conjointement par ARTF
et plusieurs ministères clés : du Commerce et de l'Industrie, Économie et Finances, Mines et Ressources Naturelles. Le plan prévoit une privatisation des entreprises publiques ainsi que la création des conditions juridiques et fiscales pour attirer des investissements étrangers. Cette stratégie semble porter ses fruits. En 2007, l'entreprise chinoise China Metallurgical Group a remporté l'appel d'offres du ministère des Mines et des Ressources naturelles portant sur l'exploitation de la mine de cuivre de Mes Aynak avec un investissement initial de 3 milliards de dollars US. L'Afghanistan recevra en échange près de 400 millions d'euros de redevances par an pendant 30 ans, durée de la concession. Le contrat prévoit également la construction d'une centrale électrique de 400 MW, d'une ville pour les mineurs, d'un hôpital et de plusieurs écoles. La Chine a par ailleurs promis la construction d'un chemin de fer reliant le port d'Hairatan sur le fleuve Amou-Daria dans le nord, jusqu'à la frontière pakistanaise à Turkham d'une valeur totale de 10 milliards de dollars US. Ce chemin de fer est considéré comme stratégique pour le développement du pays.

### Situation actuelle
Depuis la prise de Kaboul par les talibans le 15 août 2021, l'Émirat islamique d'Afghanistan est dirigé par le « leader suprême » des Taliban, chef des croyants, le mollah Haibatullah Akhundzada.
Le 7 septembre suivant, les talibans annoncent la formation d'un gouvernement dirigé par Mohammad Hassan Akhund.
Pendant l'année suivante, en dépit de leurs promesses initiales, les talibans reviennent à une interprétation ultra rigoriste de l’islam, excluant progressivement les femmes de l'école, des universités et de l'espace public.
La fin de l'aide humanitaire et le gel des fonds ont aggravé l'extrême pauvreté et, selon l'ONU, la famine menace désormais le pays si rien n'est fait avant l'arrivée de l'hiver 2022.
Le 17 janvier 2023, une délégation de haut niveau de l'ONU se rend en Afghanistan pour relayer l'indignation provoquée par les mesures visant les droits des femmes.
Selon l'indice de démocratie, l'Afghanistan est le régime le moins démocratique du monde depuis 2021, avec un indice de démocratie de 0,32 en 2021 et 2022.
Le 3 juillet 2025, la Russie devient le premier pays à reconnaitre le gouvernement taliban comme celui de l'Afghanistan.

## Provinces

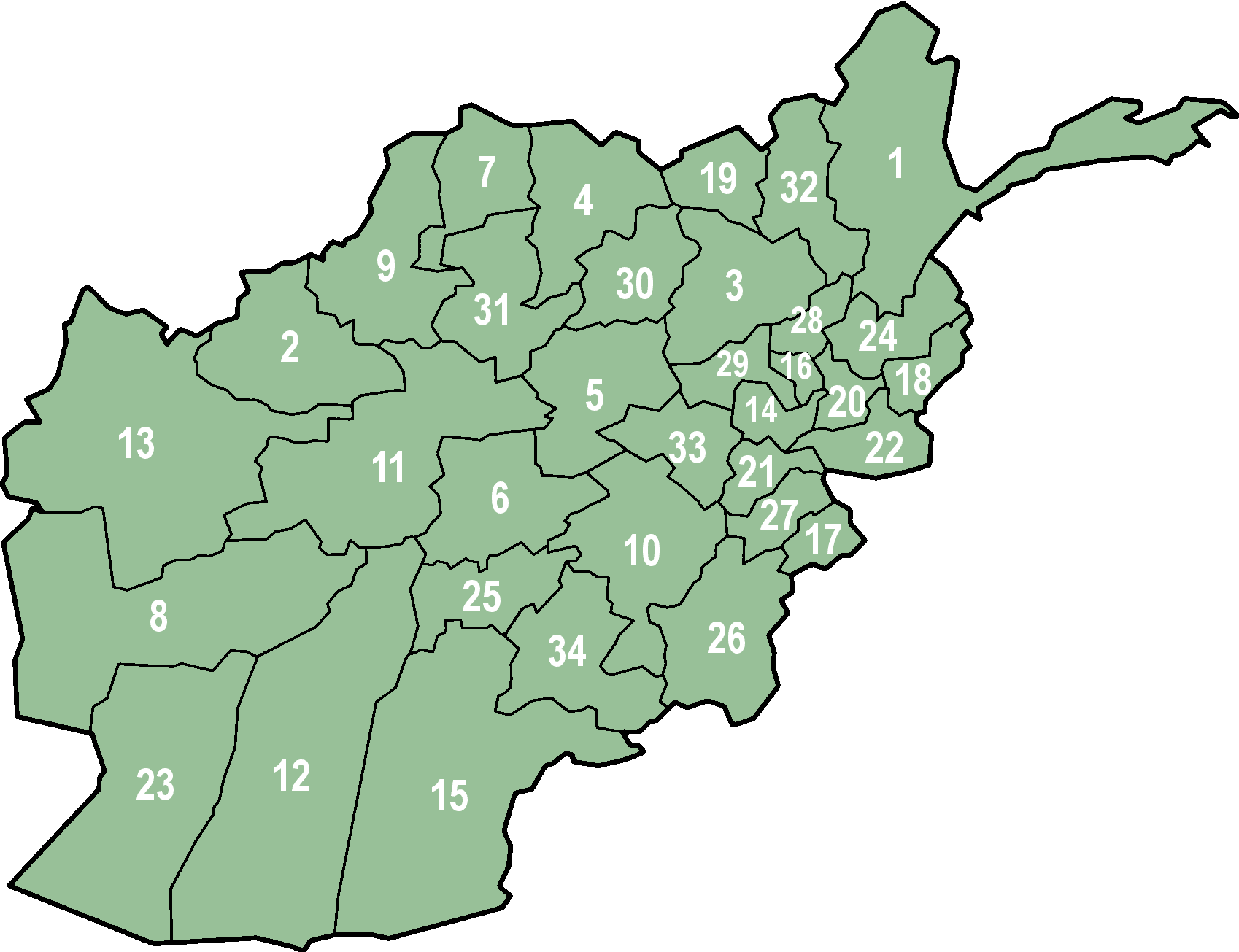
Carte des provinces de l’Afghanistan en 2021.

L’Afghanistan est divisé en 34 provinces, ou velayat :
1. Badakhchan
2. Badghis
3. Baghlan
4. Balkh
5. Bamiyan
6. Deykandi
7. Djozdjan
8. Farah
9. Faryab
10. Ghazni
11. Ghor
12. Helmand
13. Hérat
14. Kaboul
15. Kandahar
16. Kapissa
17. Khost
18. Kounar
19. Kondoz
20. Laghman
21. Logar
22. Nangarhar
23. Nimroz
24. Nouristan
25. Orozgan
26. Paktika
27. Paktiya
28. Panchir
29. Parwan
30. Samangan
31. Sar-é Pol
32. Takhar
33. Wardak
34. Zâbol

## Économie
L'économie de l'Afghanistan repose essentiellement sur l'agriculture. En raison de problèmes de sécurité intérieure, de corruption endémique et de son historique de conflits et d'occupations, le pays est en 2021 l'un des plus pauvres de la planète ; il est très fortement dépendant de l'aide internationale.

### Agriculture

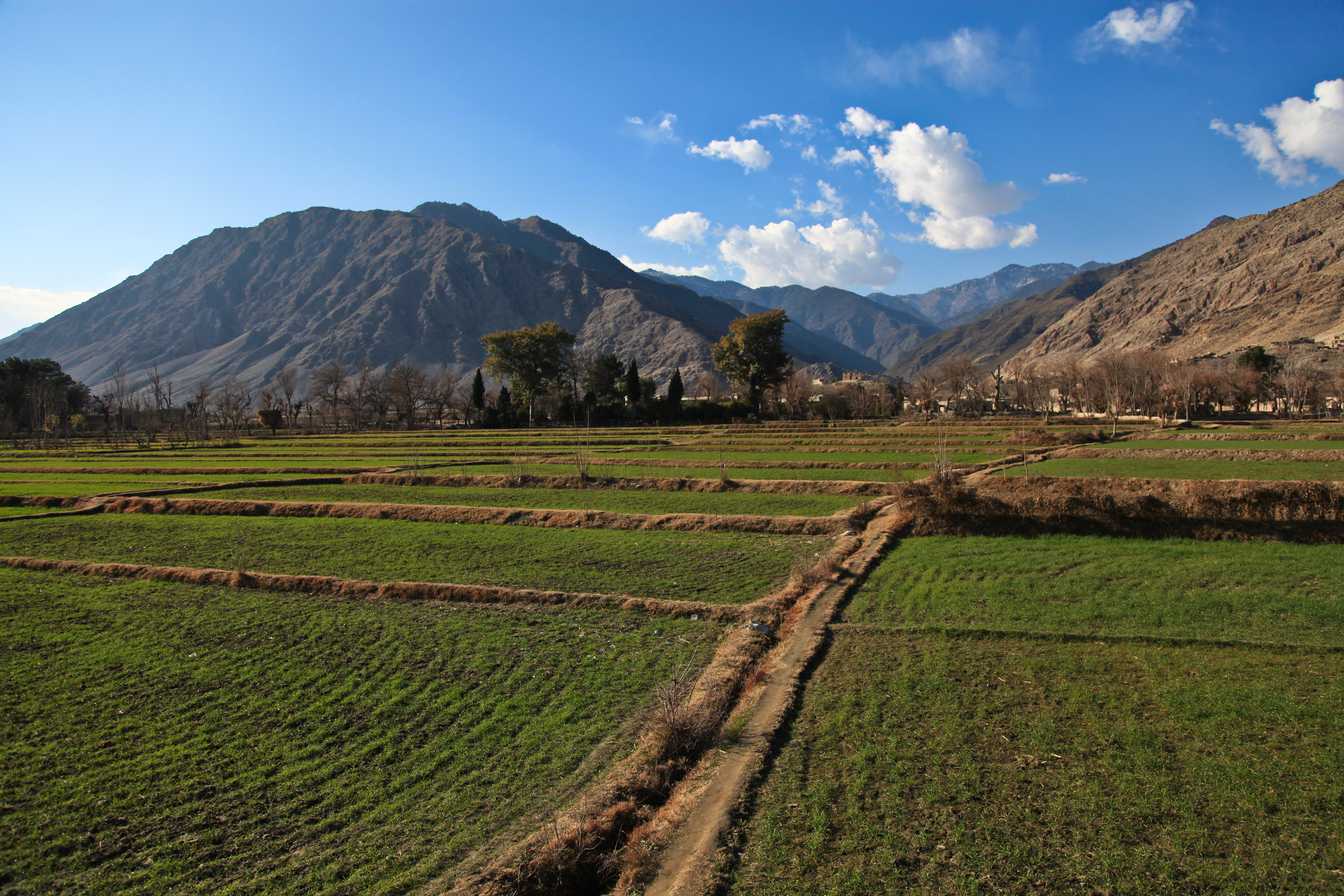
Paysages de Kounar.

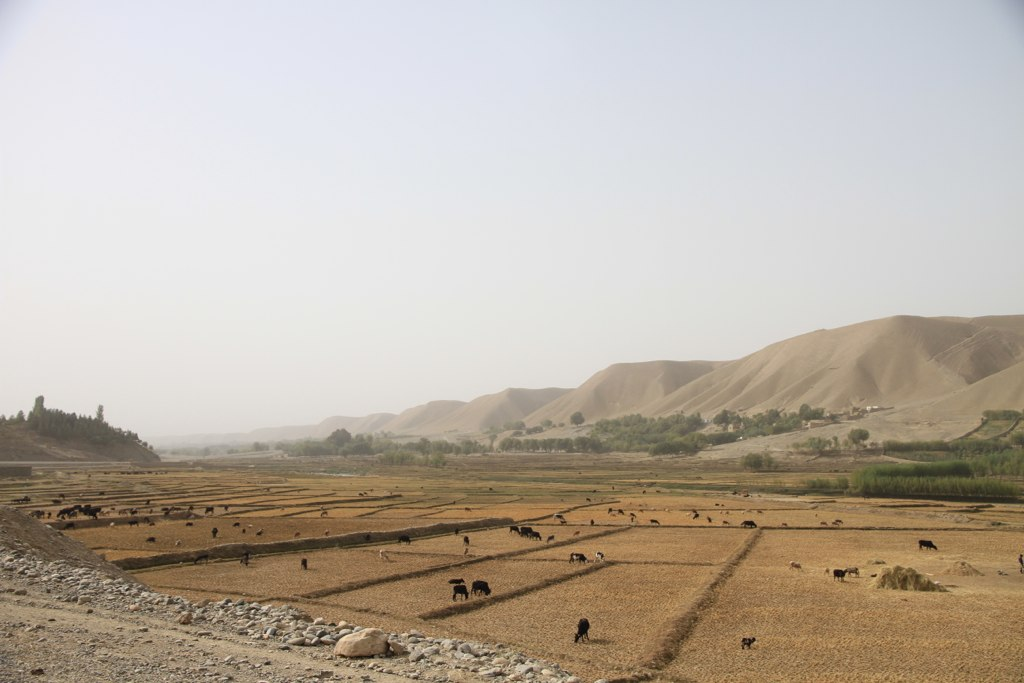
Paysages de Badakhchan.

L'Afghanistan est avant tout un pays agricole. 85 % des Afghans sont des paysans. Avant l'intervention soviétique de 1979, réclamée à cor et à cri par le régime communiste afghan alors en place, l'Afghanistan était connu pour sa production de fruits. Profitant d'un climat avantageux et ensoleillé au Sud et humide au Nord, l'Afghanistan produit une large gamme de fruits qui va du raisin aux pastèques en passant par les cerises, abricots et melons. Alexander Burnes, explorateur britannique, décrivait ainsi les fruits afghans : « Kaboul est particulièrement renommé pour ses fruits, qui sont exportés en grand nombre vers l'Inde. Ses vignobles sont si abondants que les grains sont donnés, pendant trois mois de l'année, au bétail. Il y en a de dix sortes différentes. Le vin de Kaboul a un parfum proche de celui du Madère ; et il n'est pas douteux qu'une meilleure qualité pourrait être produite dans ce pays avec un peu de soin. Les habitants de Kaboul font de multiples utilisations des raisins, beaucoup plus que dans d'autres pays. Ils utilisent le jus pour rôtir la viande ; et, pendant les repas, ils se servent de poudres de fruits comme condiments. Ils sèchent également beaucoup de raisins, fabriquent beaucoup de sirop. Peshawar est célèbre pour ses poires, Ghazni pour ses prunes, qui sont vendues en Inde sous le nom de « prunes de Boukhara », Kandahar pour ses figues et Kaboul pour ses mûres. » Les fruits afghans sont toujours autant prisés par les pays voisins qui absorbent la quasi-totalité de la production.
Une grande partie des terres servent à produire du pavot au détriment de la culture de céréales, de fruits et légumes. La culture du coton a également pâti des années de guerre (170 000 tonnes de coton graine étaient produites annuellement avant la guerre) et de la généralisation de la culture du pavot. Cela a pour conséquence une raréfaction de denrées alimentaires sur le marché intérieur et le paradoxe est que l'Afghanistan devient ainsi un importateur de fruits, de céréales et de légumes pour répondre aux besoins intérieurs. En outre, ces produits sont chers et les Afghans pâtissent du renchérissement de ces denrées. La production de pavot reste la principale manne financière du pays. Selon les estimations annuelles de l'ONU, les surfaces dédiées à sa culture ont augmenté de 63 % par rapport à 2016, atteignant le record de 328 000 hectares cultivés en 2017. Cette évolution est particulièrement marquée dans le Helmand, région frontalière du Pakistan, où les cultures ont augmenté de 79 % pour recouvrir une surface de 63 700 hectares. Produisant à elle seule près de la moitié du pavot du pays, cette région consacre désormais un tiers de ses terres cultivables à la culture de l'opium. Même dans les régions du nord, où le pavot était quasi inexistant avant 2012, l’expansion est rapide : en 2014, la culture du pavot représentait 574 hectares ; en 2017, 43 000 hectares. Le pays totalise ainsi près de 90 % de la production mondiale d'opium.
L'Afghanistan fut également longtemps producteur de vin jusqu'à l'arrivée des islamistes au pouvoir. Avant 1992, l'Afghanistan produisait aussi des alcools forts comme la vodka.
Quant à ses céréales, la région de Badakhshan, à elle seule, est considérée comme le grenier à blé du pays. Le pays est largement autosuffisant si les terres sont correctement employées aux cultures vivrières.

### Eau
Le pays contient en son centre un massif montagneux qui culmine à plus de 7 000 mètres d'altitude appelé Hindou Kouch, le piémont de l'Himalaya. Ce massif montagneux contient des milliers de milliards de mètres cubes d'eau gelée en neiges éternelles. Plus d'une demi-douzaine de fleuves prennent leur source dans ce massif. Les problèmes de sécheresse sont essentiellement dus à l'absence d'un système d'irrigation efficace.
Les rivières forment un riche potentiel hydroélectrique très peu exploité. Quelques barrages hydroélectriques ont cependant été construits (Surobi et Surobi II, Darunta, Mahipar…).
La construction du canal de Qosh Tepa débute en 2022.

### Ressources naturelles
Au Moyen Âge déjà, certains géographes comme l'Arabe Ibn Hawqal (Xe siècle) font état d'une extraordinaire richesse du pays en ces termes : « On se procure à Badakhchan de magnifiques grenats, de splendides pierres précieuses qui valent les rubis par leur beauté et par l'éclat surprenant de leurs coloris roses, grenadins, purpurins ou encore d'une nuance lie-de-vin. C'est également là que l'on extrait le lapis-lazuli, grâce aux nombreux gisements des montagnes environnantes. »
En outre, le pays dispose d'autres innombrables richesses en tout genre et un immense potentiel d'exploitation à l'échelle industrielle. Mises au jour par les géologues soviétiques, elles sont estimées à 1 000 milliards de dollars par des experts américains. La signature d'un protocole d'accord, le 21 novembre 2007, entre le Ministère des mines et deux compagnies chinoises China Metallurgical Group et Jiangxi Copper Co sur les mines de cuivre d'Aynak, témoigne de ce potentiel.

#### Métaux
On peut notamment citer : le plomb, le zinc, l'aluminium, le molybdène, le tungstène, le chrome, le baryum, le lithium, mais aussi des métaux très valorisés comme l'étain et le tantale, sans oublier les incontournables que sont le fer et le cuivre. Pour ce dernier, l'Afghanistan a annoncé en 2010 la signature de la cession d'exploitation de la mine de cuivre Aynak, le plus important investissement étranger civil alors. Les clauses du contrat prévoient un investissement chinois (les gagnants de l'appel d'offres sont China Metallurgical Group et Jiangxi Copper Co) de 3 500 000 000 $, la construction du chemin de fer reliant le Nord de l'Afghanistan à la frontière pakistanaise, la construction d'une centrale électrique de 400 mégawatts et des royalties calculées sur 40 % des ventes de cuivre réalisées. En outre, l'Afghanistan a obtenu la construction d'une usine de transformation de minerai en lingots de cuivre, ce qui permettra au pays d'en maîtriser la technologie.
Le fer peut également constituer une source importante de devises pour le pays. En effet, selon Albert-Félix de Lapparent, la teneur en fer des gisements découverts au sud du Bâmiyân (centre de l'Afghanistan), dans la région de l'Hadjigak (en), est de l'ordre de 60 %[réf. nécessaire]. L'exploitation des minerais de fer n'est pour l'instant pas à l'ordre du jour, mais représente un immense potentiel pour le pays.
Par ailleurs, des gisements d’or ont également été découverts dans des régions assez éloignées les unes des autres. Au Badakhchan, fut découverte dans les années 1960 une importante mine d'or qui n'est pas encore exploitée. Plus récemment une autre mine d'or a été découverte en 2003 près d'Hérat à l'Ouest de l'Afghanistan. L'exploitation a déjà commencé et c'est une entreprise britannique qui l'assure.
Ces gisements de métaux ferreux et non ferreux constituent un potentiel de développement et de croissance considérable tant pour le pays que pour les entreprises qui envisagent d'y investir.
En 2010, une équipe de géologues américains confirme les immenses réserves en métaux que possède le pays : selon cette évaluation, ces gisements, répartis dans tout le pays, seraient suffisants pour faire de l'Afghanistan l'un des premiers exportateurs mondiaux de minerais. Ils mettent en particulier en avant les réserves de lithium, de fer et de cuivre.

#### Pierres ornementales
Depuis l'Antiquité, l'Afghanistan est la source principale de lapis-lazuli pour toute la planète. Cette pierre ornementale incrustée de quartz a servi à fabriquer des bijoux qu'on a retrouvés dans les tombes des nobles aussi bien en Inde, qu'en Chine et même en Égypte antique. En outre, le lapis-lazuli a servi de pigment bleu pour la peinture de la période de la Renaissance en Europe. À titre d'exemple, citons le bleu éclatant qui a servi à peindre le ciel sur le dôme de la chapelle Sixtine au Vatican, ou le bleu des palais nasrides à Grenade en Espagne musulmane, ce pigment bleu provient du lapis-lazuli venu sur le dos des chameaux afghans.

#### Pierres précieuses
En ce qui concerne les pierres précieuses, hormis le diamant, l'Afghanistan contient quasiment toutes les autres pierres précieuses, parmi lesquelles on peut citer l'émeraude, le rubis, le saphir. Le pays a même donné son nom à une pierre : l'afghanite. Le commerce de l'émeraude et de lapis-lazuli a permis au commandant Massoud de payer la guerre coûteuse qu'il menait contre les talibans.

#### Énergies fossiles
Le pays possède d'importants gisements de gaz naturel dont l'exploitation avait commencé il y a plus de 60 ans déjà. Dans les années 1980, les réserves étaient estimées par la Banque mondiale à 140 milliards de m3. Des études préliminaires réalisées au début du XXIe siècle montrent que ces évaluations ont été sous-estimées d’au moins 18 fois, les réserves réelles seraient donc plus près de 2 520 milliards de m3. D'autres experts pensent qu'elles sont encore plus vastes puisque les estimations ne concernaient que le nord et l'ouest. Or certaines poches ont été découvertes dans le Sud et l'Est.
Les réserves de pétrole seraient 90 fois plus grandes que ce que pensaient les Soviétiques dans les années 1980. Aujourd’hui, des compagnies pétrolières comme Unocal, Texaco, BP et Total se sont installés à Kaboul pour remporter des appels d’offres du gouvernement.

##### Charbon
Le charbon est exploité au début du XXIe siècle de manière quelque peu rudimentaire par des habitants résidant près des gisements. Son utilisation est encore domestique, essentiellement pour le chauffage. On estime que l'exploitation du charbon en Afghanistan pourrait rendre le pays autosuffisant en termes d'énergie. Son utilisation pose cependant des problèmes sanitaires en raison des conséquences sur la qualité de l'air, notamment dans la capitale Kaboul.

### Production de tapis

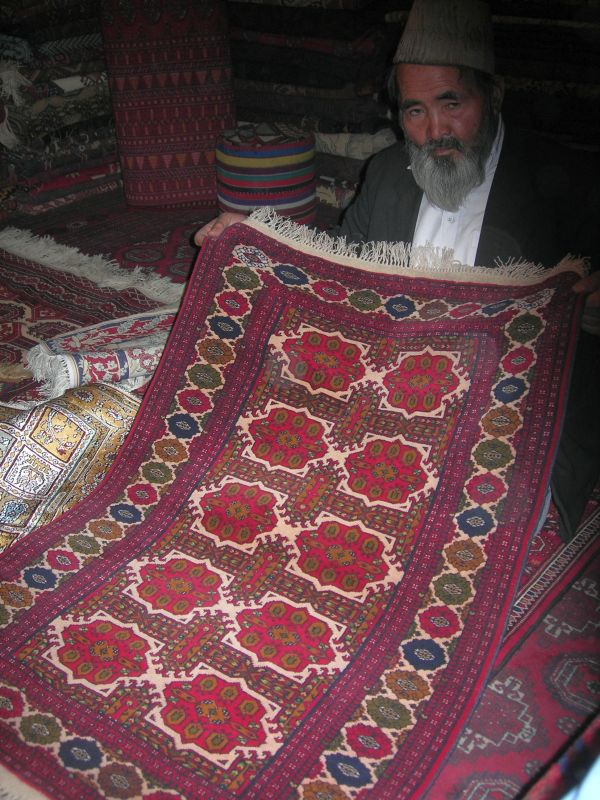
Tapis afghan.

L'Afghanistan est l'un des plus grands producteurs de tapis du monde.
Ce secteur d'activité emploie plus d'un million de personnes, soit 3 % de la population[réf. nécessaire]. Des millions d'autres personnes travaillent dans des branches d'activités connexes, telles que la production de la laine, la coupe, le lavage et la conception stylistique.
En 2005, les exportations de tapis de l'Afghanistan ont atteint 140 millions de dollars US, ce qui en fait officiellement le produit d'exportation le plus important du pays.
Selon une étude réalisée pour le compte de l'Agence des États-Unis pour le développement international, l'importance de ce secteur doublerait si le pays pouvait faire revenir les entreprises qui se sont délocalisées au Pakistan.
Seule une petite proportion des tapis au dessin très élaboré et aux belles couleurs est vendue à l'étranger en tant que produits afghans, car plus de 90 % d'entre eux sont envoyés au Pakistan pour la coupe, le lavage et la finition. Ils sont alors exportés avec une étiquette indiquant qu'ils ont été fabriqués au Pakistan.

### Narco-économie

La culture du pavot à opium en hectares entre 1994 et 2016 en Afghanistan.

Après le retrait des troupes soviétiques, la production d'opium est devenu une source importante de revenus pour les Afghans. Ainsi dans son livre Afghanistan - Opium de guerre, opium de paix, le journaliste et sociologue Alain Labrousse estime qu'un tiers de l'économie du pays repose sur le trafic d'opium ou de ses dérivés. L'Afghanistan est le premier fournisseur mondial d'opium.
Même durant la première période des Talibans, sa production a continué, avec plus ou moins un laisser-aller de la part des autorités talibanes. Le mollah Omar a même déclaré à des journalistes allemands : « À long terme, notre objectif est de nettoyer complètement l'Afghanistan de la drogue. Mais on ne peut pas demander à ceux dont l'existence dépend entièrement de la récolte de passer du jour au lendemain à d'autres cultures. » Il a tout de même ajouté que « si des non-musulmans souhaitent acheter de la drogue et s'intoxiquer, ce n'est pas à nous qu'il appartient de les protéger ». Durant l'été de l'an 2000, les Talibans ont malgré tout décidé de faire cesser complètement la production d'opium, la faisant baisser de plus de 95 %. Le peu d'opium encore produit en Afghanistan le fut très majoritairement sur des territoires contrôlés par l'Alliance du Nord, dont la province du Badakhchan qui produisit à elle seule 83 % du pavot afghan entre l'été 2000 et la fin de 2001 (estimation de 185 tonnes d'opium produites, dont 151 au Badakhchan).

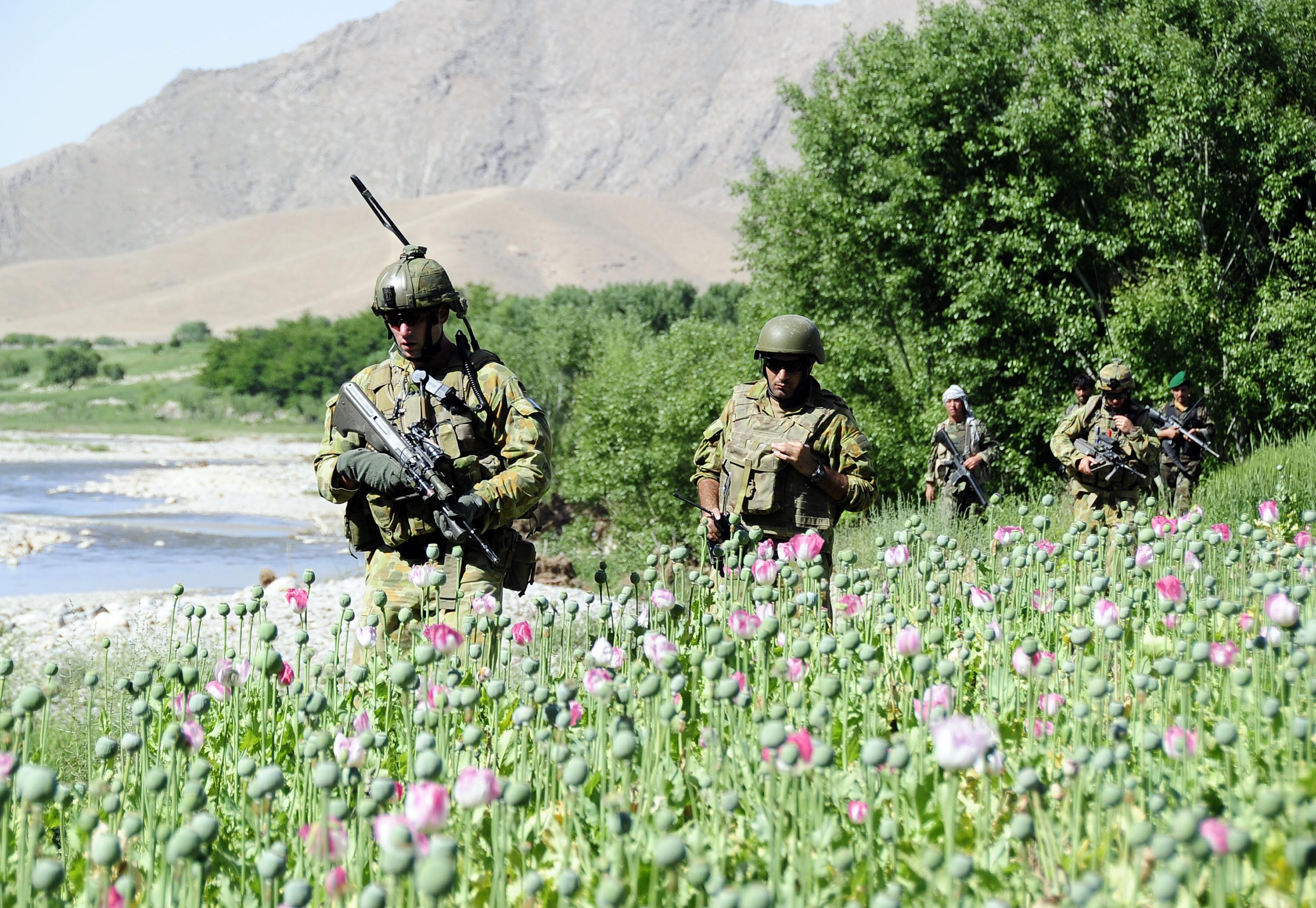
Patrouille de militaires australiens et afghans dans un champ de pavots.

Après la fin de la guerre d'Afghanistan en 2001 et la mise en place d'un nouveau gouvernement, la culture du pavot, qui était déjà diffuse à l’époque des Talibans, a atteint des niveaux records estimés pour 2006 à 6 100 tonnes, ce qui dépasse largement la demande mondiale et concurrence durement les autres produits de la toxicomanie. La production par irrigation de légumes ou de fleurs peut s'avérer possible, mais est très vulnérable aux sabotages.
Selon le rapport annuel de l'Office des Nations unies contre les drogues et le crime (ONUDC), publié le 27 août 2007, la production d'opium en Afghanistan a augmenté de 34 % entre 2006 et 2007. Le montant total de la récolte de pavot s'élèvera à 8 200 tonnes pour 2007, contre 6 100 tonnes en 2006. En tout, les terres d'Afghanistan utilisées pour la culture du pavot sont passées de 165 000 hectares en 2006 à 193 000 en 2007. D'après les enquêteurs de l'ONUDC, la culture du pavot se développe essentiellement là où la présence des talibans est très importante, dans le sud, soit à 80 % dans quelques provinces le long de la frontière avec le Pakistan.
Autre point de comparaison issu de l'ONUDC, d'après ses rapports Opium survey 2001 et Afghanistan Opium Survey 2007, la surface cultivée en pavot est passée de 7 606 ha en 2001 (dont plus de 80 %, 6 342 ha, dans la province du Badakhshan, celle qui était à l'époque principalement contrôlée par l'Alliance du Nord), à 197 000 ha en 2007 (dont 70 % dans 5 provinces du Sud-Ouest bordant le Pakistan, principalement celle de Helmand), puis 224 000 ha en 2014. Ceci représente une multiplication par plus de 29 de la surface cultivée entre la dernière année du régime des Talibans et la situation en 2014.
Depuis leur retour au pouvoir en août 2021, les talibans ont pris des mesures contre la culture et le commerce des opiacés et des méthamphétamines. En 2024, la culture du pavot avait chuté de 95 %, entraînant une baisse de 8 % du PIB du pays et une perte de 1,3 milliard de dollars dans le revenu des agriculteurs. La production de méthamphétamines semble en revanche se développer, favorisée par la présence de l'éphédra dans le pays .

### Télécommunications
En 2011, l'entreprise de téléphonie mobile Roshan est l'une des plus importantes du pays. Portée par les investissements du prince Karim Aga Khan IV, elle a pu se targuer d'être le premier employeur privé du pays.
Il y a trois autres opérateurs de téléphonie mobile, Afghan Wireless, MTN Group et Etisalat. Depuis 2006 la téléphonie fixe est gérée par Afghan Telecom.
- Lignes de téléphone : 134 636 (en 2019)[4]
- Téléphones portables : 22 580 000 (en 2019)[4]
- Utilisateurs d'Internet : 4 717 013 (en 2018)[4]
- Nombre de fournisseurs d'accès : 46 (en 2010)
- Postes de radio : 167 000 (en 1999)
- Postes de télévision : 100 000 (en 1999)

## Démographie

Groupes ethnolinguistiques de l'Afghanistan (CIA, 1997).

L'Afghanistan n'a jamais réalisé un recensement systématique de sa population, les chiffres exacts sur la taille et la composition des divers groupes ethniques ne sont pas disponibles. Les chiffres suivants manquent de fiabilité.
Les Pachtounes forment le plus grand groupe estimé à plus de 42 % de la population. Le deuxième grand groupe linguistique, parlant le dari, comprend les Tadjiks (27 %) et les Hazaras (9 %) qui habitent le centre. Les Ouzbeks représentent 9 % de la population. Il y a également une présence non négligeable de tribus telles les Aimak (4 %), les Turkmènes (3 %), les Baloutches (< 2 %), les Pashayis ou Nouristanis, les Arabes, les Kirghizes… Le bilinguisme est commun. Un petit nombre de minorités ethniques allogènes d'origine indienne, principalement des sikhs et des hindous, parlent le pendjabi.
Les Afghans sont majoritairement musulmans avec approximativement 80-89 % de sunnites et 10-19 % de chiites,. Le reste d'entre eux est hindou, sikh, juif ou chrétien. Les hindous et sikhs représentent aujourd'hui 0,3 % de la population contre 1 % dans les années 1970, car beaucoup ont fui pendant la guerre civile des années 1990 vers les contrées voisines, l'Europe ou l'Amérique. Avec la chute des Talibans, des sikhs sont retournés dans la province de Ghazni d'Afghanistan.
L'Afghanistan possède le taux de fécondité le plus élevé d'Asie : plus de cinq enfants par femme en moyenne.
- Population : 40 754 385 habitants [103](en 2022). 0-14 ans : 40,92 % ; 15-24 ans : 21,85 % ; 25-54 ans : 30,68 % ; 54-64 ans : 3,95 % ; + 65 ans : 2,4 %[4]
- Taux de migration : −0,9 migrant / 1 000 habitants (en 2018)[4]
- Espérance de vie des hommes : 50,6 ans (en 2018)[4]
- Espérance de vie des femmes : 53,6 ans (en 2018)[4]
- Taux de croissance de la pop. : +2,37 % (en 2018)[4]
- Taux de natalité : 37,5 naissances / 1 000 habitants (en 2018)
- Age moyen 18.4 ans[104] (en 2022)

- Taux de mortalité : 13,2 morts / 1 000 habitants (en 2018)[4]

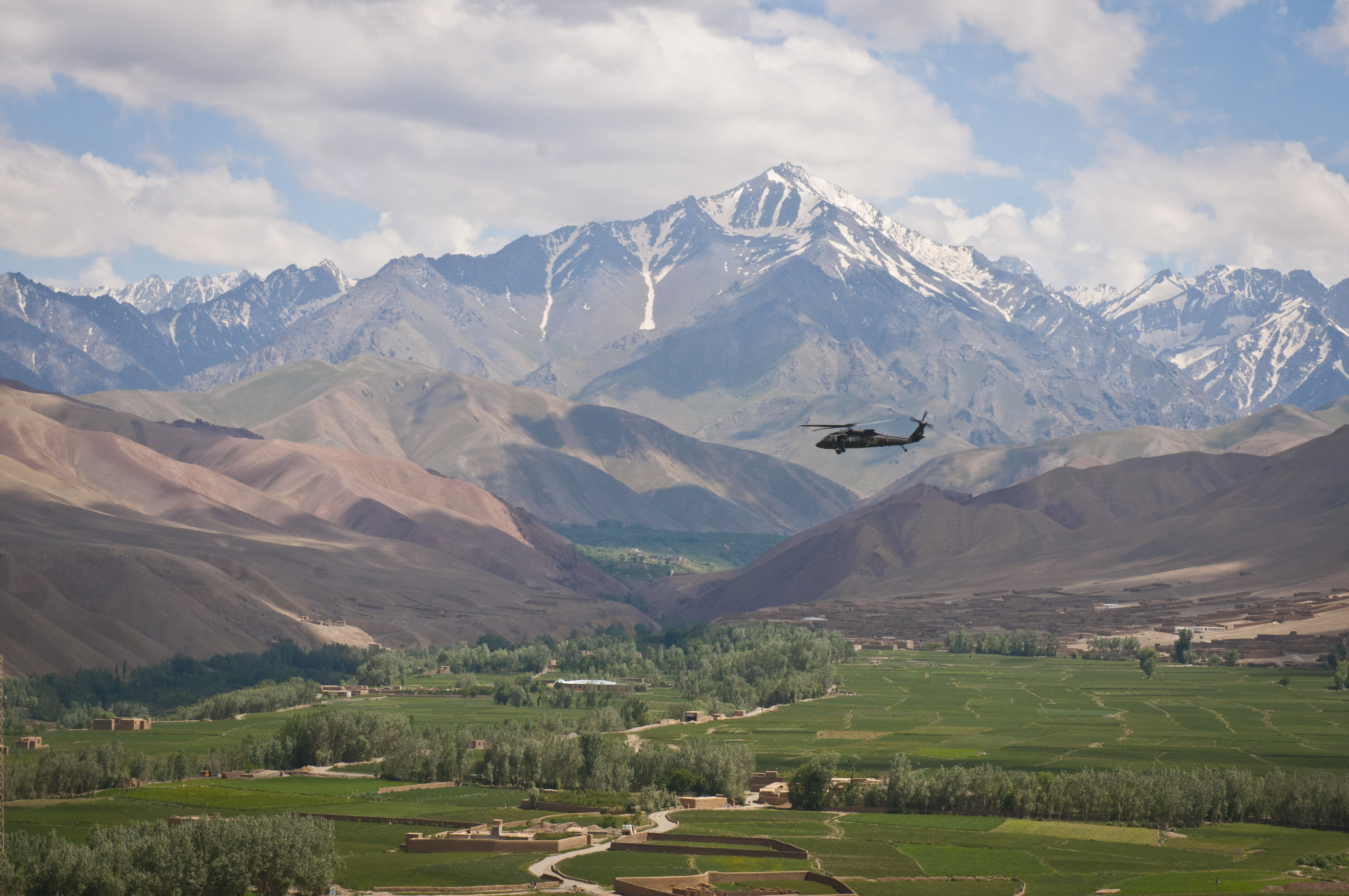
Hindou Kouch.

- Taux de mortalité infantile : 108,5 morts / 1 000 naissances (en 2018)[4]
- Taux de fécondité : 5,02 enfants/femme (en 2018)[4]

## Culture
Beaucoup de monuments historiques du pays ont été endommagés dans les guerres récentes et d'autres détruits comme les deux célèbres statues de Bouddha dans la province de Bamiyan en 2001 par les talibans. En 2017, le site bouddhiste de Mes Aynak est menacé de destruction par l'industrie minière.
Avant 1980, il y avait une tradition de francophonie chez les élites et classes favorisées de l'Afghanistan, et le roi Zaher Chah était francophone, ainsi qu'environ 10 000 Afghans. L'anglais était sans doute plus parlé, et sensiblement plus important. La Poste d'Afghanistan a émis des timbres avec légendes en français jusqu'en 1996. Avec la guerre civile, et l'avènement des Talibans, les rares Afghans qui parlaient des langues étrangères parlaient persan, arabe, et anglais. Un grand nombre d'Afghans proches du régime communiste, entre 1978 et 1992, savent parler le russe. Les deux lycées français furent fermés en 1979 ; ils sont de nouveau ouverts depuis 2003, ainsi que d'autres établissements scolaires, américains, britanniques, etc.
Les talibans, au pouvoir, ont demandé aux chaînes de télévision d'éviter de diffuser à l'antenne des films ou des séries mettant en scène des femmes. Ils ont d'ailleurs précisé que les femmes journalistes intervenant à la télévision doivent porter le voile islamique.

## Religion

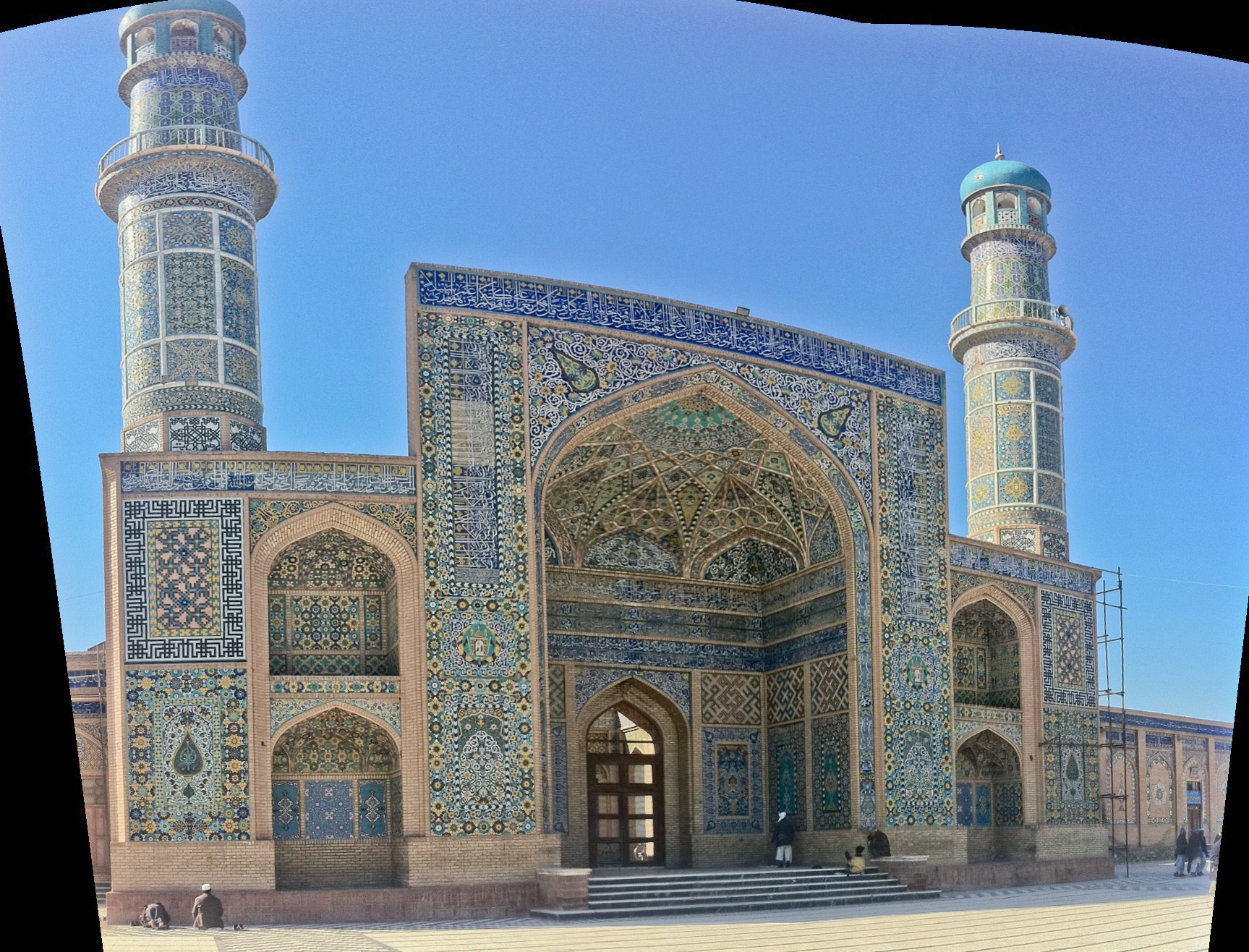
Mosquée bleue d'Hérat.

Les Afghans sont musulmans à 99 %. Il y a environ 80 % de sunnites.
On compte également environ 20 000 hindous, répartis dans tout le pays, de 5 000 à 10 000 zoroastriens ainsi qu'un nombre très réduit de sikhs, de chrétiens et de bouddhistes qui sont tous persécutés par les talibans. Il y a aussi des yézidis, souvent confondus avec les zoroastriens[réf. nécessaire], dont les adeptes sont peu nombreux et concentrés vers la frontière iranienne. Les baha'is, tout comme en Iran, sont fortement discriminés, voire persécutés. Ils sont environ 16 500 en 2010 et ne sont pas reconnus comme un groupe religieux minoritaire. Avant 1992, il y a entre 2 000 et 3 000 chrétiens, fortement persécutés. Après 1992, un grand nombre d'entre eux a pris le chemin de l'exil.[réf. nécessaire]
Entre 1996 et 2002, sous les talibans, les hindous et les sikhs, comme les autres religions, sont persécutés. Il y a environ 50 000 hindous et sikhs en Afghanistan en 1975. Au moins 80 % des non-musulmans fuient avant 2002. Depuis 2003, des hindous et des sikhs reviennent : ce sont surtout des commerçants, et l'Afghanistan entretient des relations diplomatiques avec l'Inde. Il n'y a aucune statistique pour les chrétiens, fortement persécutés.[réf. nécessaire]
Depuis août 2021, la grande majorité des Hindous et Sikhs qui vivaient en Afghanistan sont rapatriés en Inde. Après l'installation du régime des Talibans, il ne resterait plus que moins de 250 Hindous et Sikhs en Afghanistan, tous concentrés à Kaboul, dans un même quartier.
Historiquement, l'Afghanistan entretient de bons rapports avec le monde indien, recevant de nombreux marchands, commerçants ou négociants indiens, musulmans, hindous, ou sikhs et cela, depuis bien avant la colonisation européenne. Même depuis la partition de l'Inde et du Pakistan en 1947, l'Afghanistan entretient de bonnes relations diplomatiques et commerciales avec l'Inde et le Pakistan, et reçoit de nombreux visiteurs qu'ils soient musulmans, hindous, ou sikhs pour des échanges commerciaux. La situation change après la chute du régime communiste, en 1992, et surtout avec l'arrivée des talibans, après 1996. Depuis 2001, cependant, avec l'arrivée de l'armée américaine, et le départ du régime des talibans, il y a un timide retour d'hommes d'affaires indiens hindous et sikhs.
De nos jours, même avant le retour au pouvoir des talibans en 2021, déclarer en Afghanistan avoir une autre religion que l'islam sunnite ou chiite est un sujet délicat : nombreux sont les membres de groupes religieux minoritaires qui dissimulent leur confession et déclarent être musulmans pour vivre leur vie tout simplement et éviter ainsi des représailles éventuelles, surtout des talibans ou d'autres fanatiques religieux. C'est le cas surtout des baha'is, des zoroastriens, des sikhs, des hindous et des rares chrétiens.[réf. nécessaire]
Les bouddhistes sont entre 3 000 et 5 000 membres (2018) et vivent surtout dans les régions très montagneuses des provinces de Badakhchan, Badghis et Baghlan. Historiquement, les bouddhistes sont majoritaires avant le VIIe siècle et l'avènement de l'islam dans le pays. Les Bouddhas géants sculptés dans la roche, à Bâmiyân, témoignent de cette époque avant leur dynamitage par les talibans en 2001. On trouve aussi des bouddhistes très isolés et disséminés sur le peu peuplé Corridor du Wakhan.[réf. nécessaire] En 1978, il y avait environ 25 000 Bouddhistes en Afghanistan.
De nos jours, les Talibans, qui sont au pouvoir en Afghanistan, ont des relations diplomatiques importantes avec la Chine. La république populaire de Chine, état officiellement athée, n'a émis aucune demande particulière à propos des Bouddhistes en Afghanistan. En revanche, les Japonais, se disent préoccupés du sort des Bouddhistes dans ce pays, au moment où les Talibans refusent aux Japonais de restaurer le site Bouddhiste de Bâmiyân.
Selon la publication annuelle de l'Index mondial de persécution des chrétiens de l'ONG Portes ouvertes, l'Afghanistan est en 2022, le premier pays du monde en termes de persécution des chrétiens après la Corée du Nord,. Second du classement pendant de nombreuses années, il en prend la tête cette année-là, à la suite du retour au pouvoir des talibans.
L'Afghanistan compte aussi de faibles effectifs de baha'is ainsi que d'ahmadis, groupe religieux dissident de l'islam qui n'est pas reconnu comme musulman par de nombreux musulmans afghans.

## Santé
L'accès à l'eau potable n'est pas acquis dans tout le pays, de même pour le système médical, alors que de nombreuses maladies à transmission vectorielle endémiques ou récemment introduites (notamment transmise par des moustiques, tiques, mouches, poux, etc.) touchent le pays, en tout ou en partie : fièvre hémorragique de Crimée-Congo, paludisme, fièvre pappataci, dengue, fièvre jaune, encéphalite japonaise, maladie du sommeil, leishmaniose cutanée, peste, fièvre de la vallée du Rift, chikungunya, bilharziose, poussières en aérosol ou maladie du contact avec le sol, fièvre de Lassa, filariose, fièvre des tranchées, fièvre boutonneuse méditerranéenne, leishmaniose cutanée (zoonose), leishmaniose cutanée (anthropisation), Leishmaniose viscérale, fièvre Q, fièvre pourprée des montagnes Rocheuses, fièvre jaune, virus du Nil occidental, fièvre de Sindbis, fièvre pourprée des montagnes Rocheuses de Sibérie, typhus à tetranychidae (typhus des broussailles), typhus à poux, typhus murin, fièvre récurrente mondiale, leptospirose (à Leptospira icterohaemorrhagiae, L. hebdomadis, L. tarassovi, L. grippotyphosa, L. pomona, L. javanica, L. canicola, L. ballum, L. bataviae). Le pays est aussi touché par la rougeole, la diphtérie, la méningite, la grippe, la tuberculose, des infections respiratoires aiguës, la méningite à méningocoques, la poliomyélite, le charbon, la rage, la rougeole, Escherichia coli entérotoxinogène, Campylobacter, Shigelle, Salmonella, Cryptosporidium spp., Giardia intestinalis, Entamoeba histolytica, amibiases, hépatite A, hépatite E, fièvre typhoïde et paratyphoïde,.

## Éducation

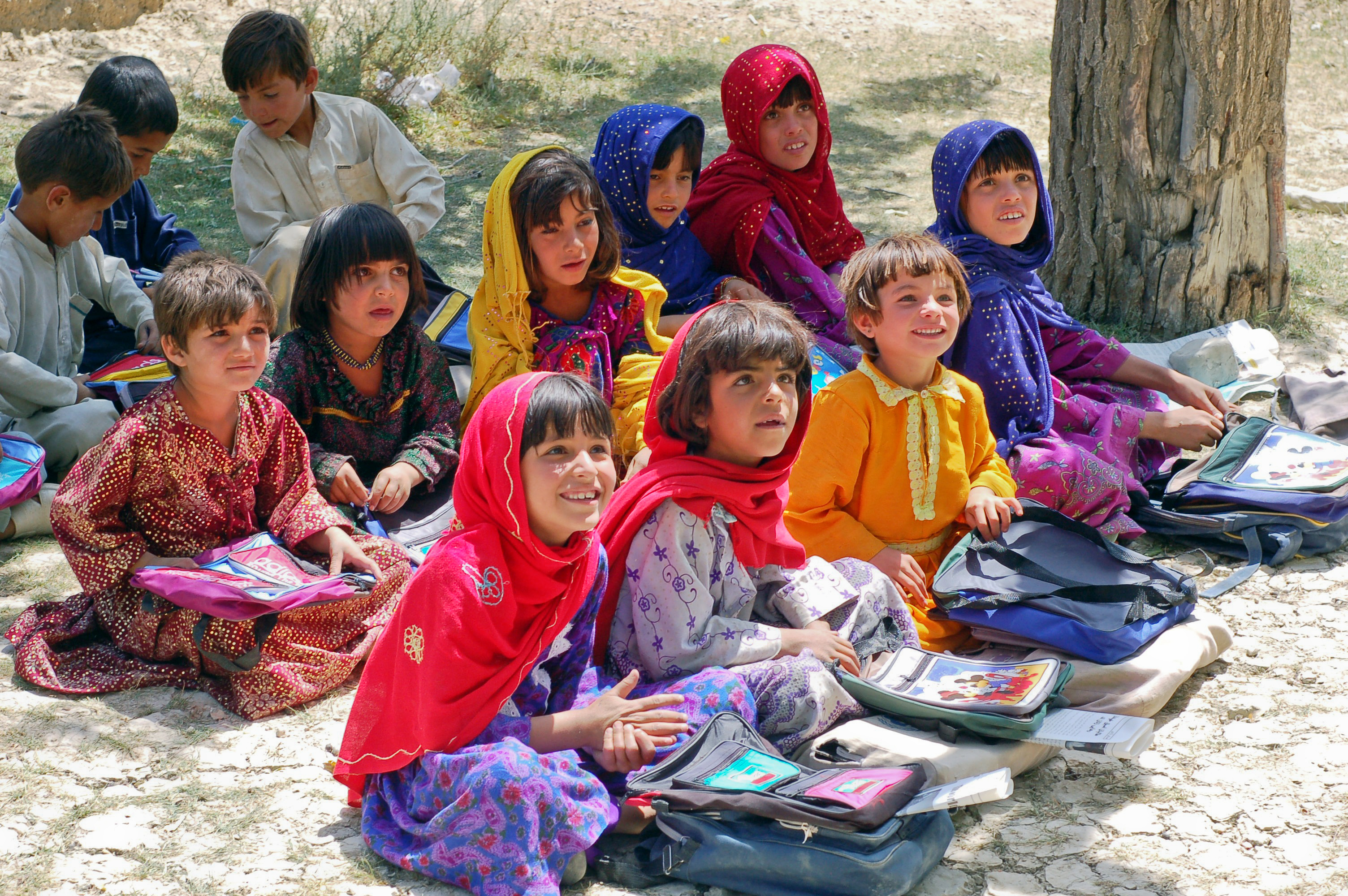
Une classe d’enfants d’un petit village d’Afghanistan en 2007.

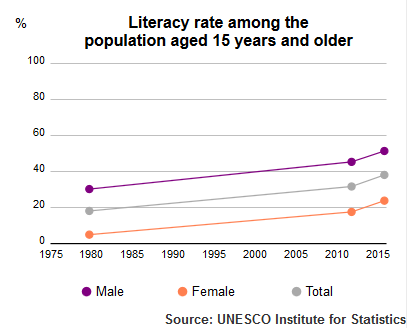
ISU Alphabétisation de population adulte de Afghanistan 1980-2015

Au printemps 2003, on estimait que 30 % des 7 000 écoles d'Afghanistan avaient été sérieusement endommagées pendant la vingtaine d'années de l'occupation soviétique et de la guerre civile. Seulement la moitié des écoles ont indiqué avoir de l'eau potable, tandis qu'un peu moins de 40 % estimait avoir un état sanitaire adéquat. L'éducation pour les garçons ne fut pas une priorité pendant le régime des Talibans, tandis que les filles en furent complètement bannies.
Une étude de 2002 menée par le groupe d'aide Save the Children indique qu'en regard de la pauvreté et de la violence de leur environnement, les enfants afghans s'adaptent. L'étude donne du crédit aux institutions fortes de la famille et de la communauté.
Plus de quatre millions d'enfants afghans, sans doute le nombre maximal, sont reconnus avoir été scolarisés pendant l'année scolaire qui a débuté en mars 2003. L'éducation est maintenant accessible aux garçons et aux filles.
Le niveau d'alphabétisation de la population est estimé en 2018 à 55.5 % pour les hommes et 29.8 % pour les femmes. Entre 2016 et 2020, le taux moyen est passé de 34,8 % à 43 %. En Afghanistan, beaucoup de filles ne reçoivent aucune instruction et celles qui vont à l'école n'y restent en général pas plus de quatre ans.
Depuis la prise du pouvoir des talibans en 2021, les filles n’ont plus accès aux écoles et aux universités.

## Fêtes et jours fériés
| Date    | Nom français                  | Nom local                  | Remarques |
| ------- | ----------------------------- | -------------------------- | --------- |
| 21 mars | Nouvel An                     | Naw-Rouz نوروز (en persan) |           |
| 19 août | Fête nationale (indépendance) |                            |           |

## Condition féminine
Dans un pays traditionnellement patriarcal, après une période plutôt favorable sous l'occupation soviétique, les conditions de vie des femmes se dégradent, dans un contexte de conflits militaires, de difficultés économiques et de l'application de la charia depuis 1992. L'arrivée des talibans au pouvoir en 1996 renforce cette situation. 
En 2021, après le retrait des troupes américaines, la reprise en main du pays par les talibans entraine une nouvelle dégradation de leurs conditions et de leurs libertés individuelles. Les restrictions envers les femmes se sont renforcées, touchant tous les aspects de leur vie : éducation, emploi et famille. Depuis 2023, selon Amnesty International, il a été interdit aux femmes « de travailler hors de leur domicile ». Les épouses ne peuvent plus se déplacer sans homme à leurs côtés. Durant l’été 2024, les Talibans édictent de nouvelles règles parmi lesquelles l’interdiction aux femmes de communiquer entre elles « devant ainsi privilégier le chuchotement lors de leur prise de parole. ».

## Langues
Le persan d'Afghanistan appelé dari est la première langue du pays ; cette langue est parlée par une grande partie de la population, y compris par des Pachtounes.
L'anglais est généralement parlé par une grande partie de l'élite, mais pour l'ensemble de la population, généralement pauvre, son enseignement est très limité à cause des déficiences du système d'éducation. Au temps du régime communiste, entre 1978 et 1992, le russe était enseigné. De nos jours, il est le plus souvent parlé et compris dans les régions du nord et à Kaboul, mais il est beaucoup moins présent dans le sud du pays. L'arabe, le hindi, le chinois (mandarin), l'allemand et le français sont des langues enseignées dans un cadre universitaire.
Si l'arabe est la langue parlée dans le cadre religieux, peu d'Afghans le parlent couramment. Cependant, c'est une langue très importante pour le commerce ou le travail au Moyen-Orient, surtout dans les riches pays producteurs d'hydrocarbures.

## Transports
- Routes : 34 903 km (dont 17 903 km goudronnés) (en 2017)[4]
- Voies ferrées : 24,6 km
- Voies navigables : 1 200 km (en 2011)[4]
- Nombre d'aéroports : 46 (dont 29 avec des pistes goudronnées) (en 2020)[4]